# Wallraf-Richartz-Museum & Fondation Corboud
Wallraf-Richartz-Museum & Fondation Corboud ist ein Museum in Köln. Es gehört zu den großen klassischen deutschen Gemäldegalerien. Das älteste Museum der Stadt beherbergt in einem Gebäude von 2001 die weltweit umfangreichste Sammlung mittelalterlicher Malerei, insbesondere der Kölner Malerschule, sowie eine repräsentative Auswahl an Kunst des 16. bis 19. Jahrhunderts.
Mit den Werken der Fondation Corboud verfügt das Museum über die umfangreichste Sammlung impressionistischer und neoimpressionistischer Kunst in Deutschland. Zum Bestand zählt ebenso eine bedeutende Graphische Sammlung von mehr als 75.000 Blättern aus dem Mittelalter bis ins 20. Jahrhundert. Seit 2013 ist Marcus Dekiert Direktor des Museums.

## Museumsgeschichte

### Museumsgründung und Vorgängerbauten
Das Wallraf-Richartz-Museum der Stadt Köln besteht seit dem Jahr 1824. Seine Sammlungsgeschichte lässt sich jedoch mit dem umfangreichen Konvolut der Graphischen Sammlung des ehemaligen Kölner Jesuitenmuseums, das in den 80er Jahren des 19. Jahrhunderts in den Bestand aufgenommen wurde, bis in die Mitte des 16. Jahrhunderts zurückverfolgen.
Anlass für die Gründung des ältesten der stadtkölnischen Museen war die testamentarische Verfügung des Kölner Kanonikers und letzten Rektors der alten Kölner Universität Ferdinand Franz Wallraf (1748–1824). In seinem Testament vom 18. Mai 1818 vermachte er der Stadt Köln seinen umfangreichen Nachlass, der sich vorwiegend aus Säkularisationsgut zusammensetzte, „unter der ausdrücklichen unnachlässigen Bedingung, dass meine Kunst-, Mineralien-, Malerei-, Kupferstich- und Büchersammlung zu ewigen Tagen bei dieser Stadt und Gemeinde zum Nutzen der Kunst und Wissenschaft verbleiben […] soll“.

#### Wallrafianum im Kölnischen Hof (1827–1861)

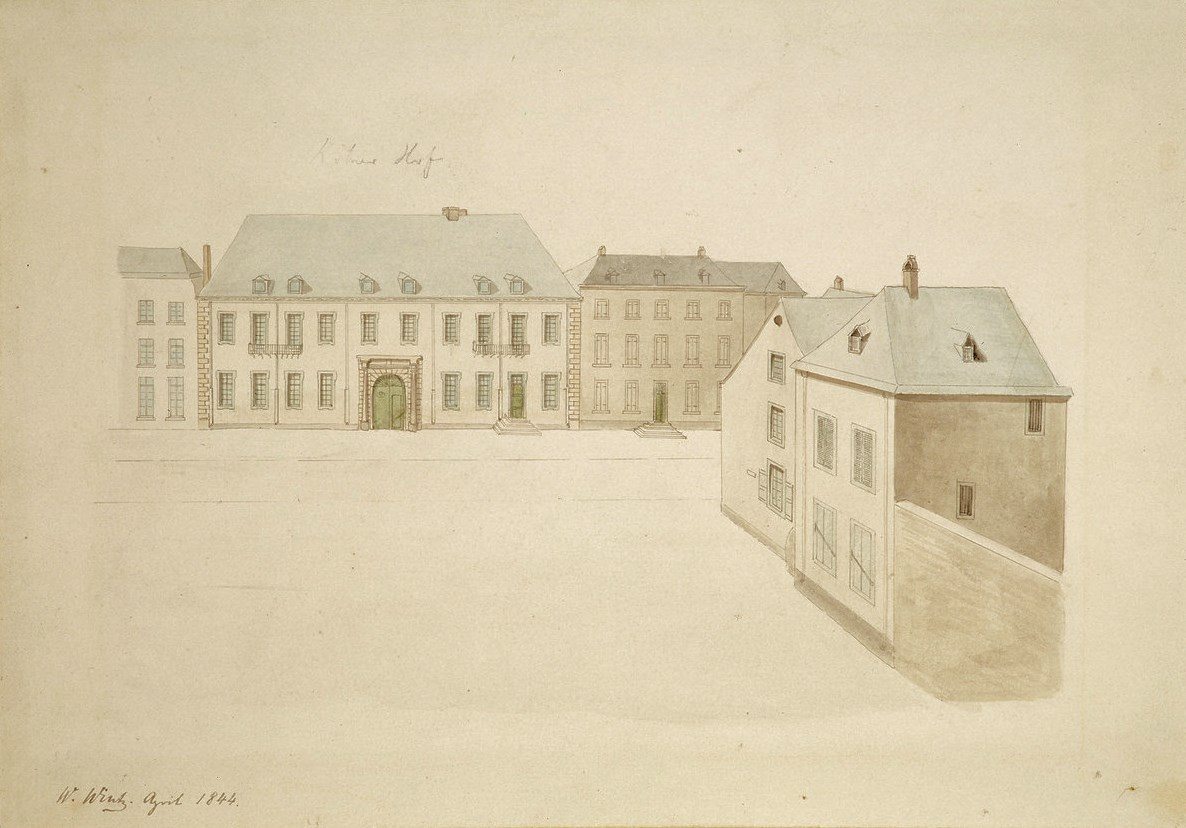
Deichmann'sches Haus, Kölner Hof und Umgebung

Am 8. Juli 1827, drei Jahre nach dem Tod Ferdinand Franz Wallrafs, wurde ein Teil der Sammlung in Räumen des ehemaligen Quartiers der Kölner Erzbischöfe, dem damaligen „Kölner Hof“ in der Trankgasse 7, der Öffentlichkeit zugänglich gemacht.
Als ersten Kurator des bald Wallrafianum genannten Interimsmuseums bestellte der Rat der Stadt einen Freund Wallrafs, den Kaufmann, Maler und Kunstsammler Matthias Joseph de Noël (1782–1849), der die Sammlung bis 1842 verwaltete. Bald nach seinem Amtsantritt am 10. Januar 1844 wies der Nachfolger de Noëls, der Maler Johann Anton Ramboux, auf die Notwendigkeit eines Neubaues hin.
Erst als sich im Jahr 1851 der Kölner Kaufmann Johann Heinrich Richartz (1796–1861) bereit erklärte, 100.000 Taler für die Errichtung eines neuen Museumsgebäudes zu stiften, konnte das Bauvorhaben in Angriff genommen werden.

Ferdinand Franz Wallraf, Kunstsammler
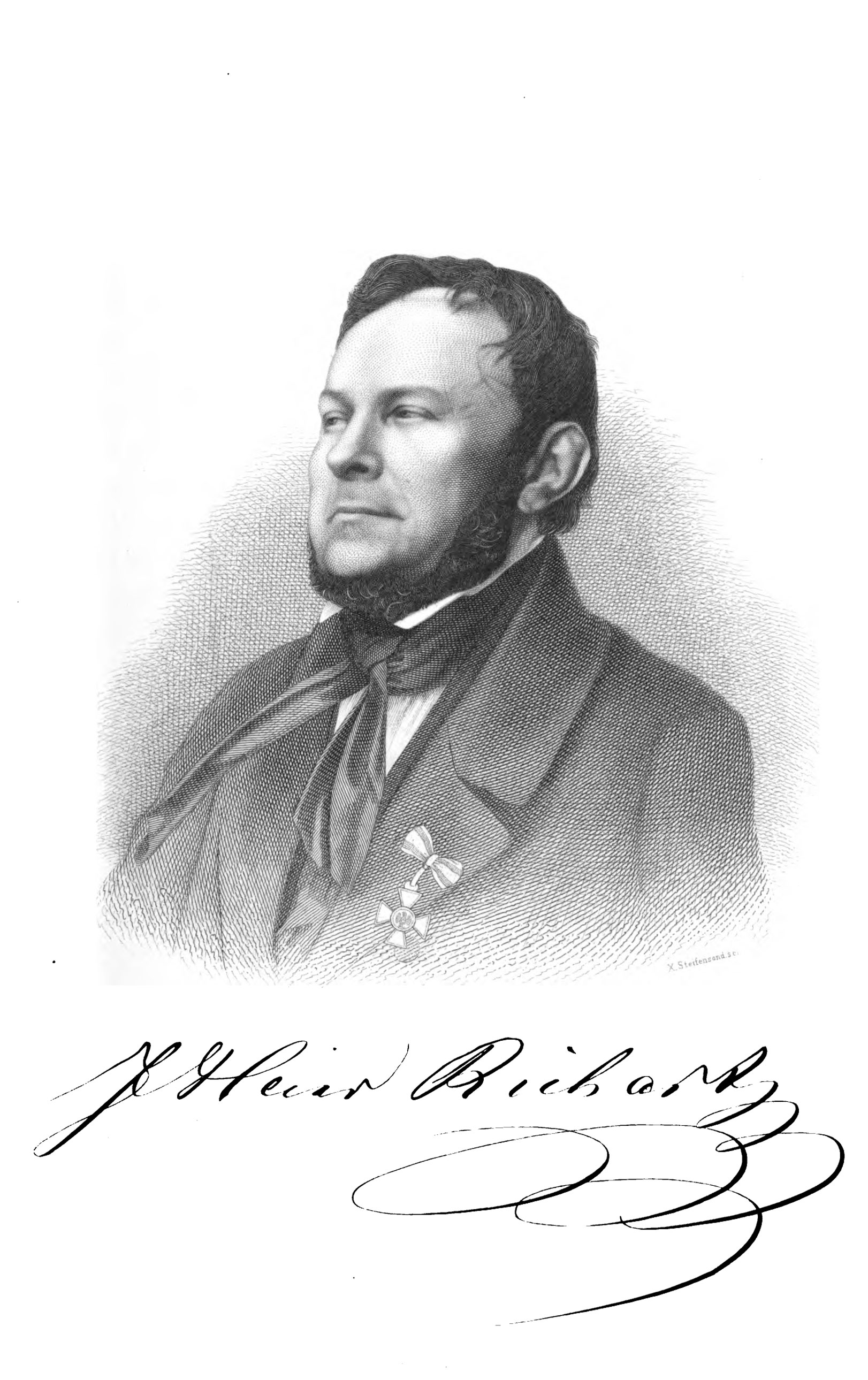
Johann Heinrich Richartz, Stifter des Museumsgebäudes
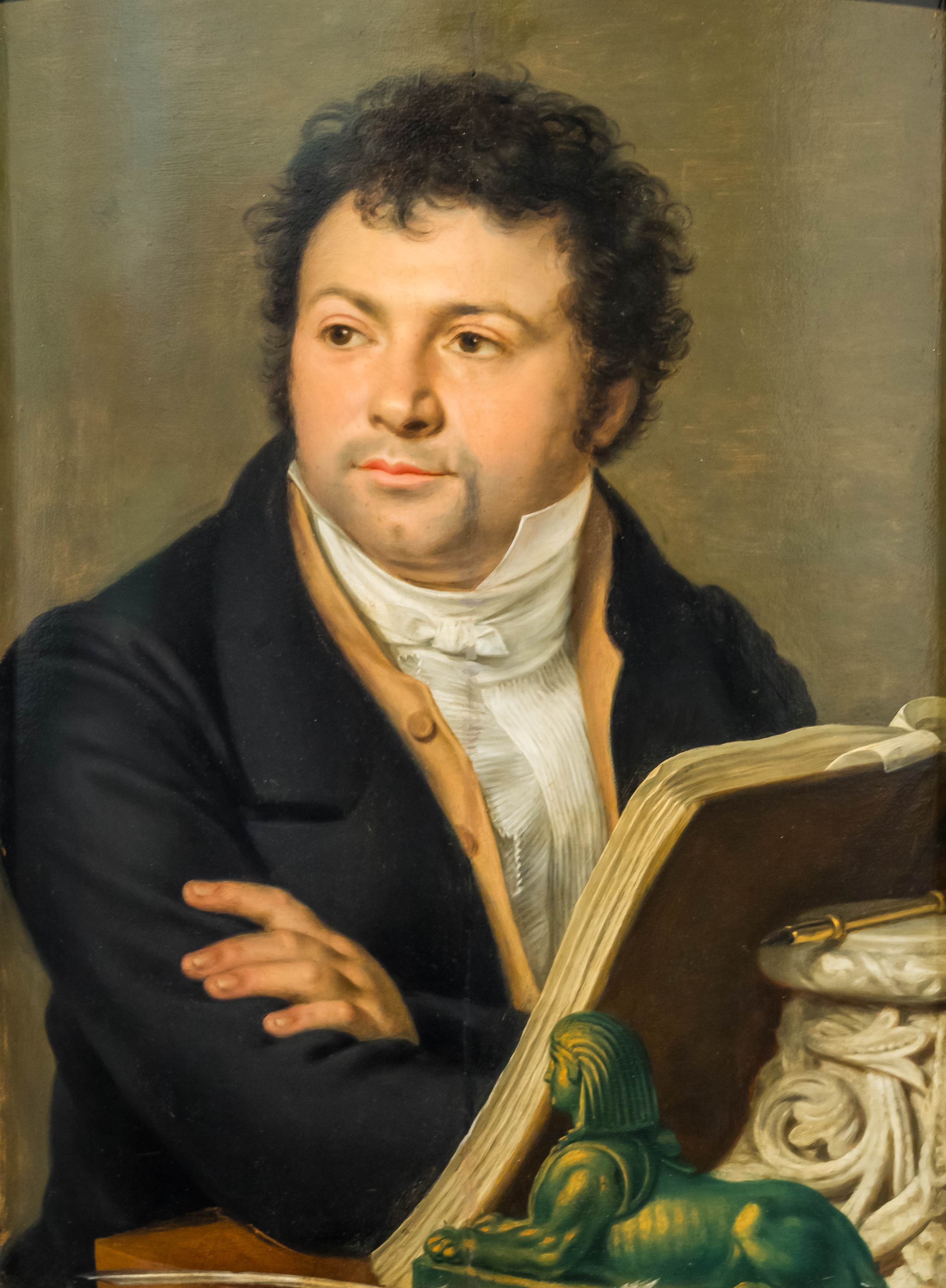
Matthias Joseph de Noël, erster Kurator
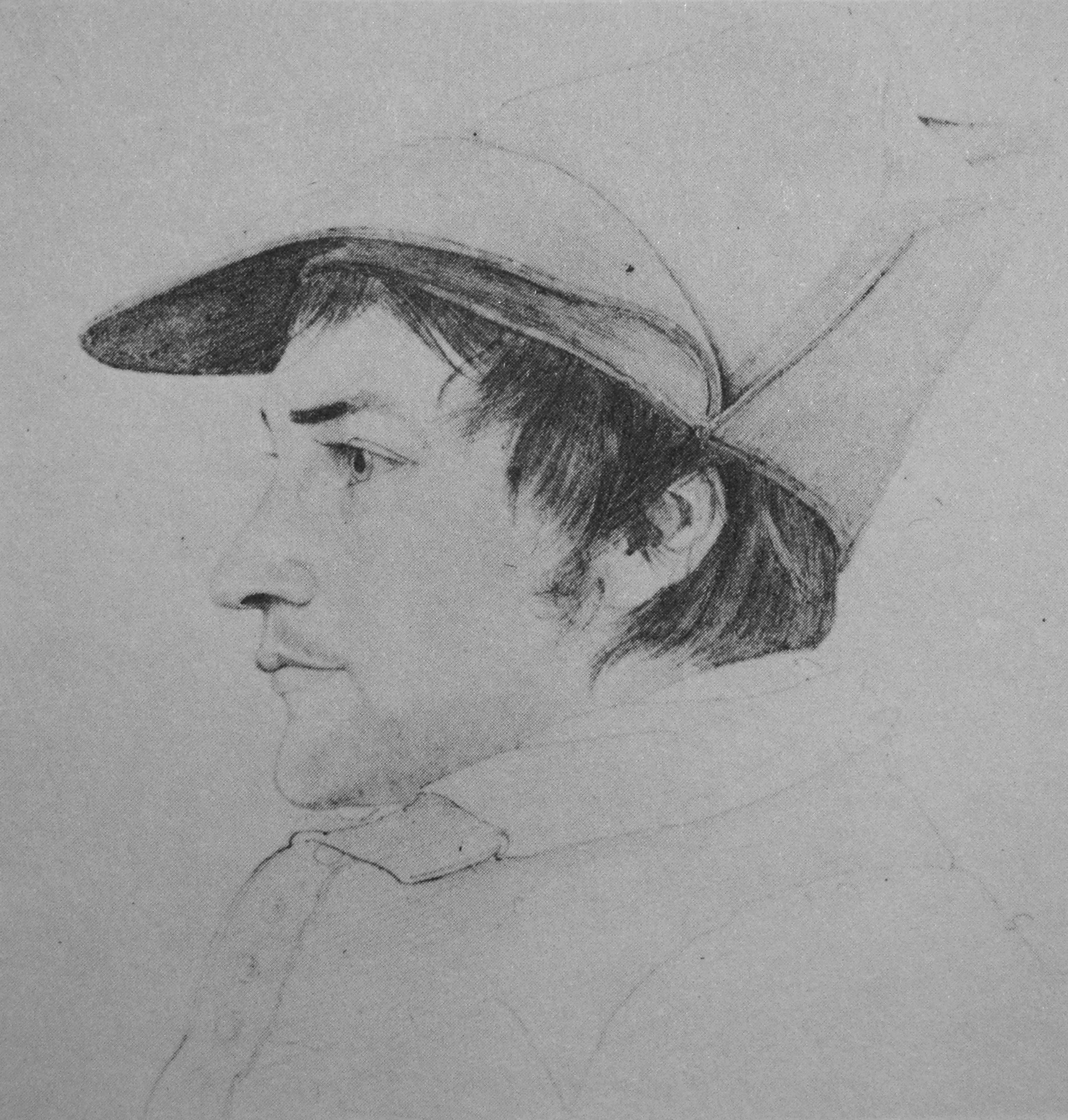
Johann Anton Ramboux, zweiter Kurator

#### Wallraf-Richartz-Museum (Felten-Raschdorff-Bau, 1861–1943)

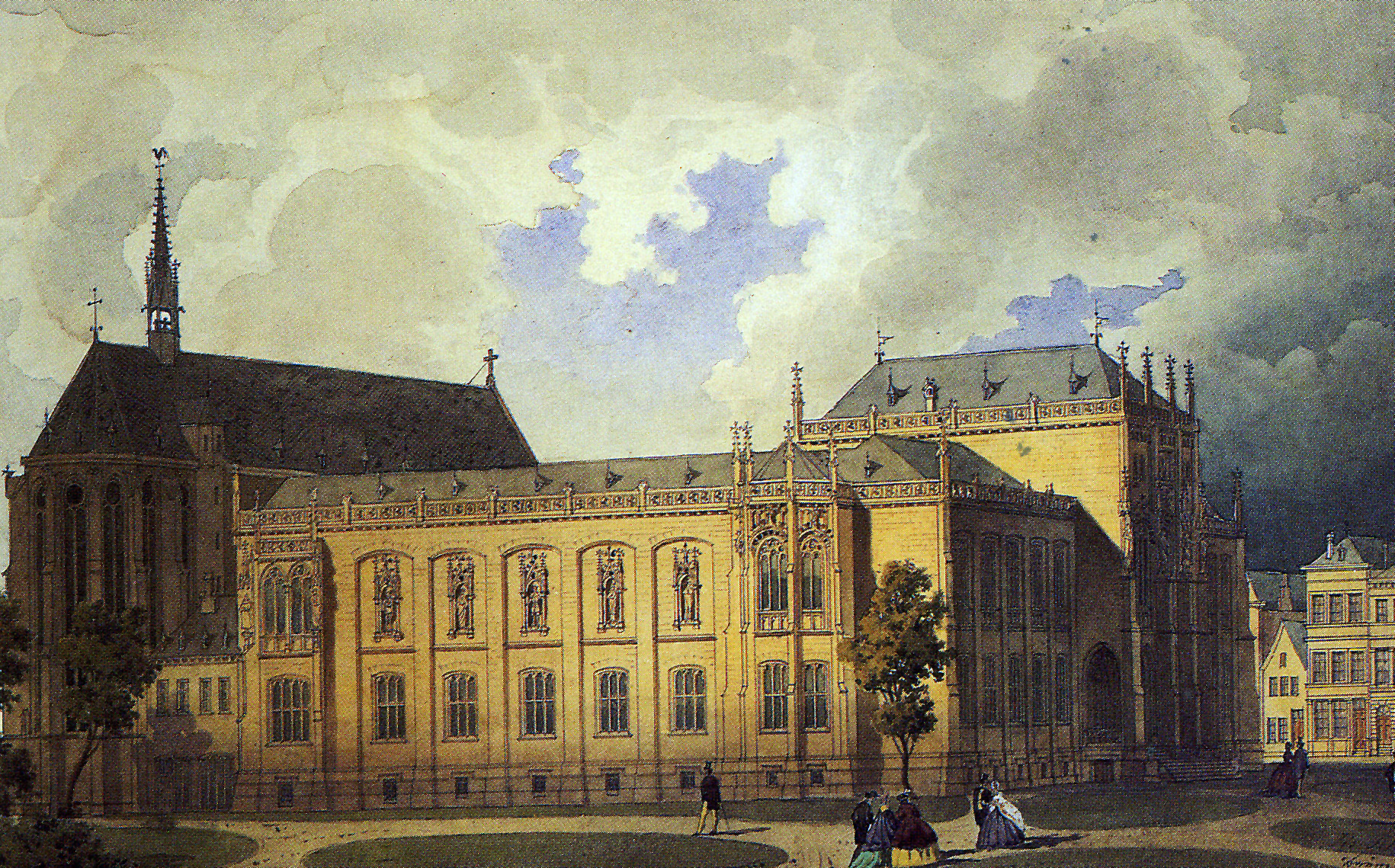
1. Wallraf-Richartz-Museum. 1861 Aquarell von Josef Felten (Kölnisches Stadtmuseum, Graphische Sammlung)

Nach den Plänen Josef Feltens (1799–1880) unter Mitarbeit von Julius Carl Raschdorff (1823–1914) und Friedrich August Stüler (1800–1865) wurde am 4. Oktober 1855 im Beisein des preußischen Königs Friedrich Wilhelm IV. die feierliche Grundsteinlegung des neuen Museums auf dem Gelände des 1802 aufgehobenen Minoritenklosters (Kölner Hof) begangen. Die Architekten errichteten unter Einbeziehung des Kreuzgangs ein Bauwerk im Englisch-Neugotischen Stil, das auf Grund weiterer Zustiftungen Richartz’ (insgesamt 277.000 Taler) am 1. Juli 1861 als Wallraf-Richartz-Museum feierlich eröffnet wurde. Die Stadt ehrte den Sammler und den Stifter durch zwei Standbilder von Wilhelm Albermann, die am 10. April 1900 von Oberbürgermeister Wilhelm von Becker enthüllt wurden.
Das Museum wurde 1921 in Verbindung mit dem Kunstgewerbemuseum neu gegliedert. Es wurde in eine „Alte Galerie“ mit dem bereits seit 1920 als Direktor am Museum tätigen Karl Schäfer als Leiter und eine „Galerie der Neuzeit“ mit Hans Friedrich Secker als Leiter geteilt. Die Teilung erwies sich jedoch aus organisatorischen und personellen Gründen als ein Fehlschlag. Oberbürgermeister Konrad Adenauer legte den beiden Direktoren nahe, auf ihr Amt zu verzichten. Seckers schied am 1. Februar 1928 aus, Schäfer wurde entlassen und in den einstweiligen Ruhestand versetzt. Zum 1. Oktober 1928 wurde Ernst Buchner neuer Direktor des wiedervereinigten Museums, zuständiger Konservator für die neuere Abteilung wurde Ernst Holzinger. 1933 wurde Otto H. Förster Direktor. 1936–1937 erfolgte ein Umbau des Gebäudes durch den Architekten Heinrich Bartmann. Förster verkaufte ab 1941 insgesamt 630 Arbeiten, die er als „geringwertig“ oder „wertlos“ betitelte, darunter eine großformatige Landschaft von August Weber und ein Werk von Max Liebermann. Mit den Erlösen wurden Werke aus zweifelhaften Besitz aus den besetzten Gebieten im Osten erworben.
In der „Peter-und-Paul-Nacht“ vom 28. auf den 29. Juni 1943 wurde das Museumsgebäude bei einem Luftangriff völlig zerstört.

#### Wallraf-Richartz-Museum (Schwarz-Bernard-Bau, 1957–1986)

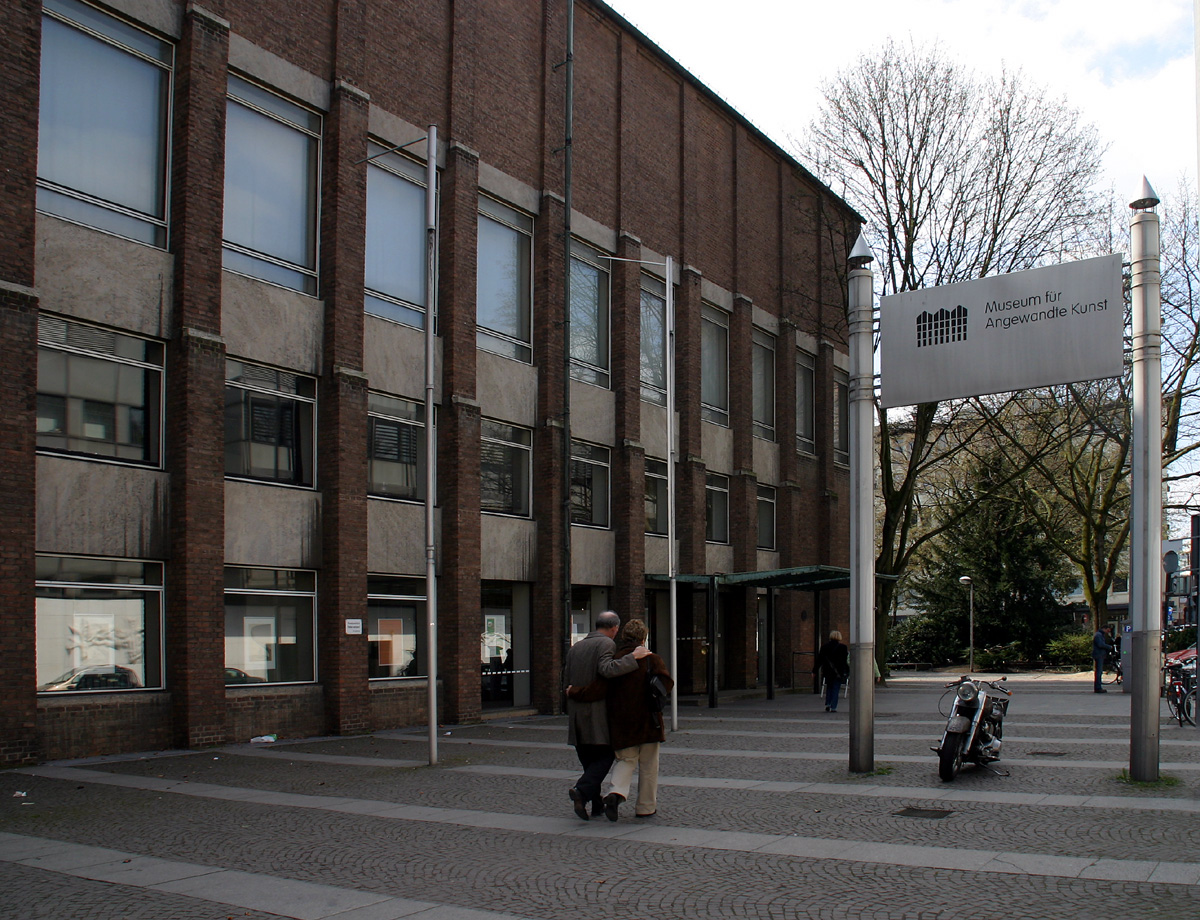
2. Wallraf-Richartz-Museum, heute Museum für Angewandte Kunst (April 2005)

Am 27. Mai 1957 konnte auf dem alten Gelände, jetzt mit der Adresse „An der Rechtschule“, nach einer Bauzeit von vier Jahren ein neues Museum nach den Plänen der Architekten Rudolf Schwarz und Josef Bernard eröffnet werden.
Kritik an der Raumaufteilung und ein zu geringes Fassungsvermögen entfachten aber schon bald nach der Eröffnung die Diskussion um einen größeren Neubau an einem anderen Ort. Mit der Übernahme der Kunstsammlung von Peter Ludwig im Jahr 1968 erhielten die Überlegungen verstärkten Auftrieb. Im Oktober 1975 wurde ein Ideenwettbewerb ausgeschrieben, aus dem 1976 der Entwurf des Architekturbüros Busmann + Haberer siegreich hervorging. 1977 begannen die Bauarbeiten für den großen Neubau auf dem Gelände des ehemaligen Busbahnhofs in unmittelbarer Nähe des Kölner Doms.
Im Schwarz-Bernhard-Bau von 1957 befinden sich heute die Ausstellungsräume des Museums für Angewandte Kunst Köln.

#### Wallraf-Richartz-Museum und Museum Ludwig (Busmann-Haberer-Bau, 1986–2001)
Nach einer Bauzeit von fast 10 Jahren konnte am 6. September 1986 der neue Gebäudekomplex für das Wallraf-Richartz-Museum und das inzwischen gegründete Museum Ludwig sowie für die Kölner Philharmonie zwischen Dom und Rhein eröffnet werden.
Die Annahme weiterer Kunststiftungen des Ehepaares Peter und Irene Ludwig im Jahr 1994 und die damit verbundene Vereinbarung der Stifter mit dem Rat der Stadt Köln machten einen selbständigen Neubau für die Sammlung Wallraf notwendig.

### Museumsneubau

#### Wallraf-Richartz-Museum & Fondation Corboud (Ungers-Bau, 2001)
Bei seiner Sitzung am 26. Oktober 1995 beschloss der Rat einen eigenen Neubau für das Wallraf-Richartz-Museum im Zentrum der Stadt in der Nähe des Rathauses und des historischen Gürzenich-Gebäudes. Nach Aufzeichnungen aus dem Tagebuch des Kölner Kunstsammlers Sulpiz Boisserée sollte bereits das erste Museumsgebäude an dieser Stelle in der Nähe der ehemaligen Werkstatt Stefan Lochners entstehen. Aus dem Architekturwettbewerb ging im Mai 1996 der Entwurf des Kölner Architekten Oswald Mathias Ungers als Gewinner des 1. Preises hervor.
Nach der Grundsteinlegung im Jahr 1998 konnte das neue Wallraf-Richartz-Museum am 19. Januar 2001 eröffnet werden.
Das kubische Gebäude zwischen Rathaus und Alt St. Alban zeigt auf einer Ausstellungsfläche von 3500 Quadratmetern Grafik und Malerei vom Mittelalter bis zum 19. Jahrhundert; 800 weitere Quadratmeter stehen für Sonderausstellungen zur Verfügung. Als der Schweizer Sammler Gérard Corboud und seine Frau Marisol 2001 zahlreiche Gemälde ihrer privaten Fondation Corboud dem Museum als Dauerleihgabe überließen, wurde der Name erweitert, er lautet nun offiziell Wallraf-Richartz-Museum & Fondation Corboud. Seit September 2006 trägt das Museum den Slogan: „Wallraf das Museum“. In den nächsten Jahren steht, voraussichtlich von September 2026 für 18 Monate eine Generalinstandsetzung des Gebäudes an. In dieser Zeit soll das Museum komplett geschlossen bleiben (ohne Interim).

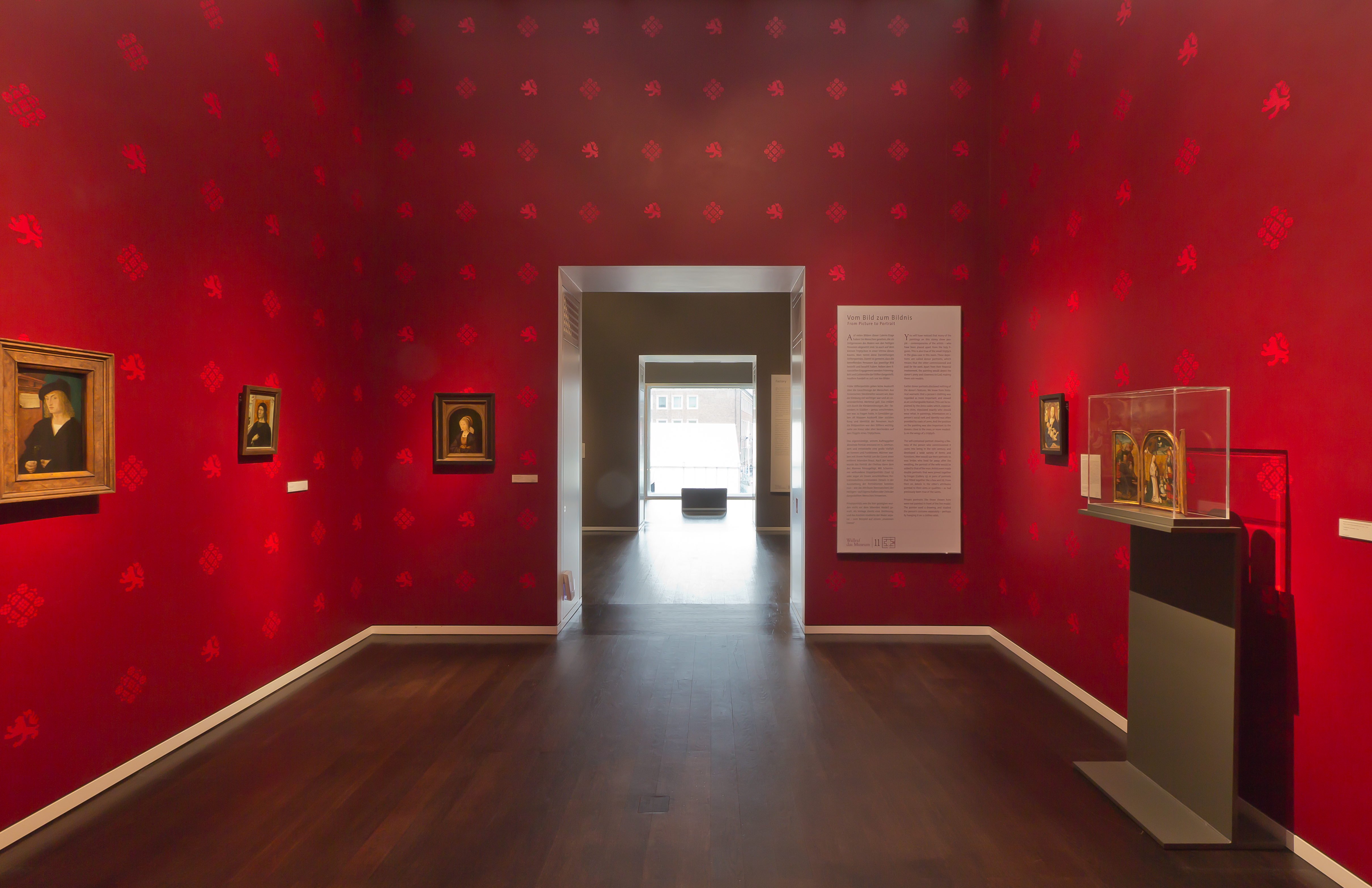
Tafelbilder mittelalterlicher Malerei im 1. Obergeschoss
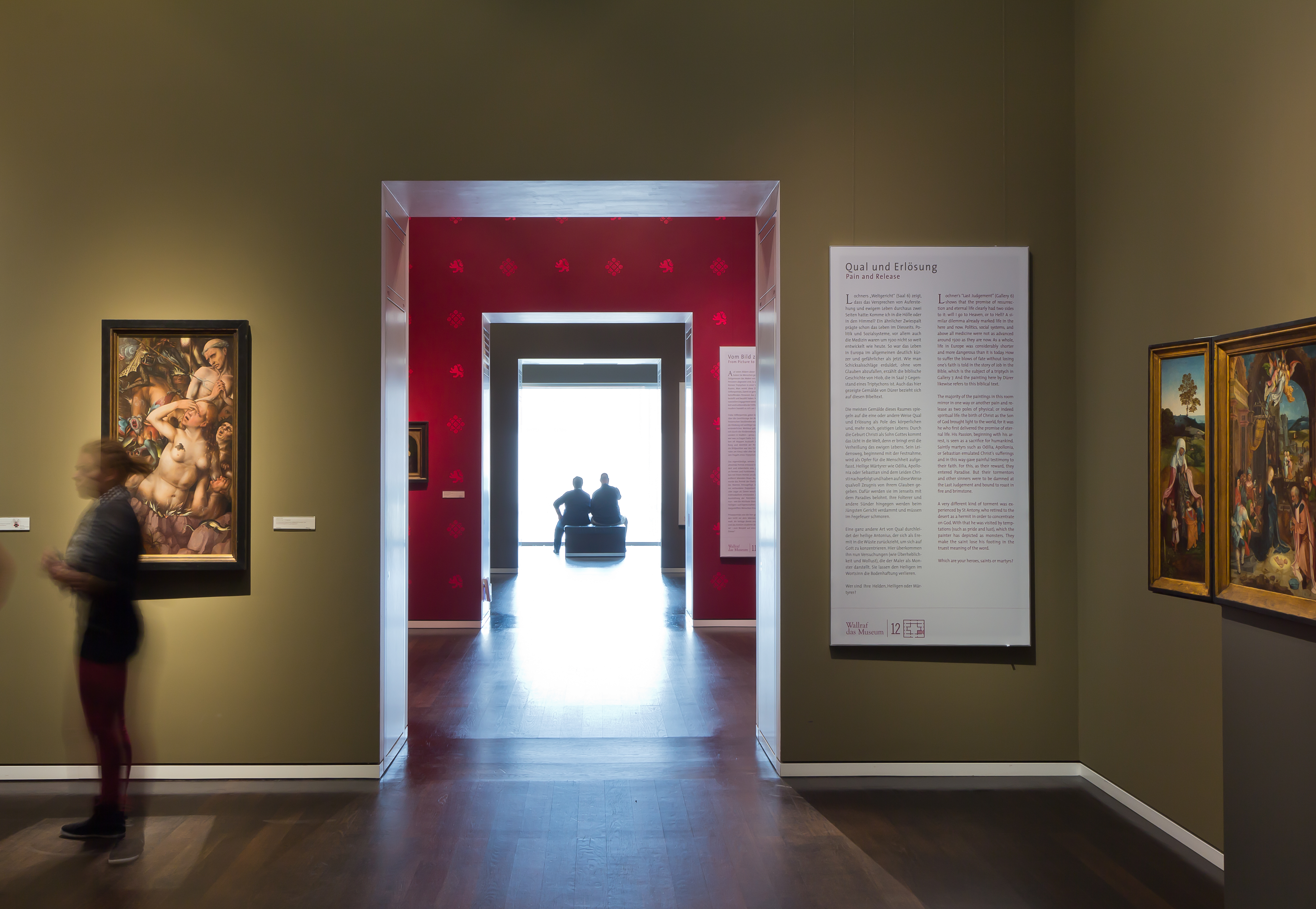
Malerei des Barocks im 2. Obergeschoss
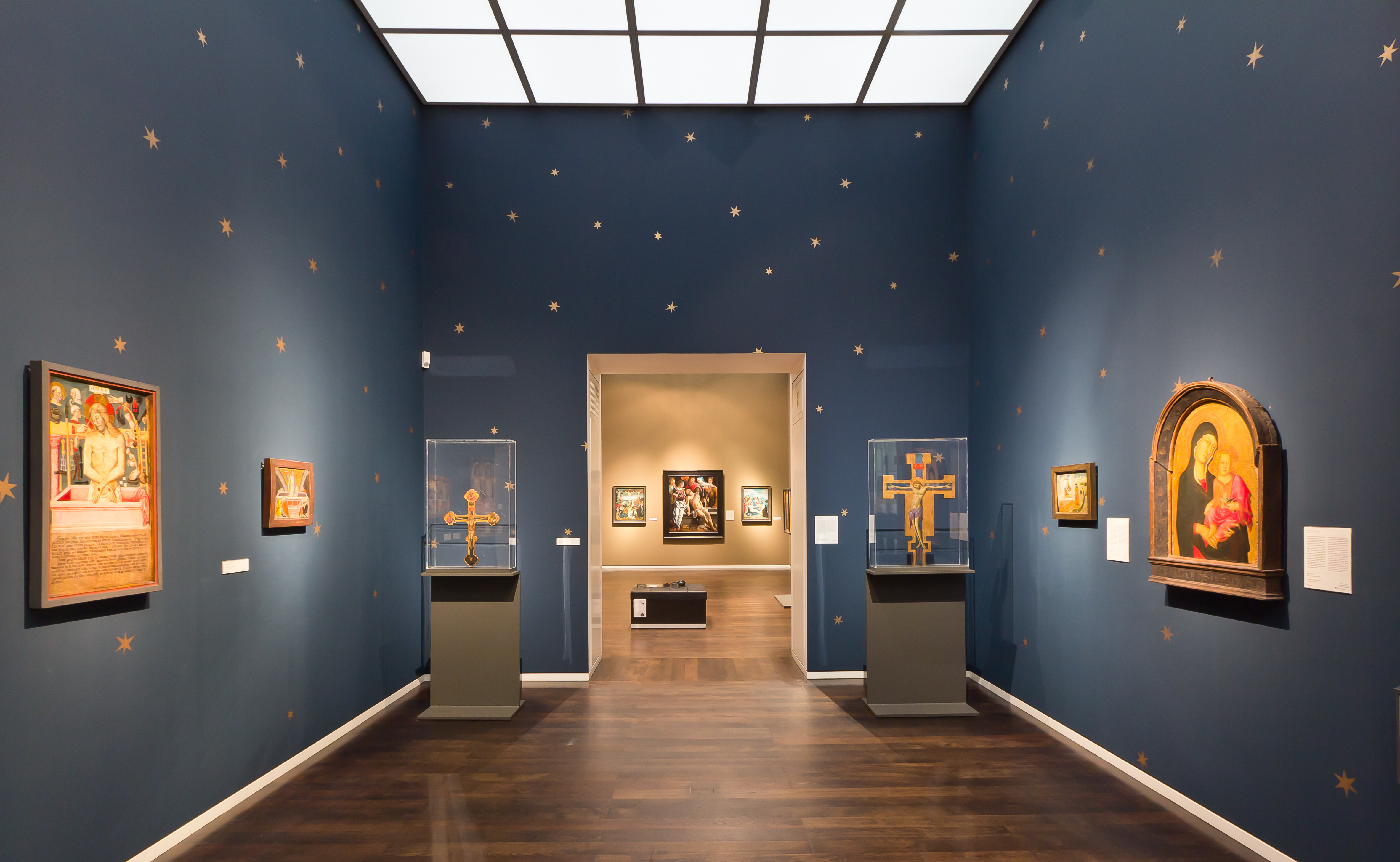
Gemälde des Mittelalters im 1. Obergeschoss

#### Wallraf-Richartz-Museum & Fondation Corboud (Erweiterungsbau auf dem Gelände „Kaufhaus Kutz“)

Das Gelände des „Kaufhauses Kutz“ im April 2014. Es sind noch Bau-/Bürocontainer von der Nord-Süd-Stadtbahn-Baustelle vorhanden

Mit der Annahme der Fondation Corboud (2001) stellte der Rat der Stadt dem Mäzen eine Museumserweiterung in Aussicht, um die Werke angemessen zu präsentieren. Anlässlich des 150-jährigen Jubiläums des Museums am 30. Juni 2011 erneuerte Oberbürgermeister Jürgen Roters die Zusage. Im Mai 2012 drohte der Sammler mit dem Abzug seiner ewigen Leihgabe, weil die ihm zugesagte Erweiterung des Museums noch nicht angestoßen wurde. In seiner Sitzung vom 28. Juni 2012 beschloss der Rat, die Verwaltung mit der Planung der Erweiterung von Wallraf-Richartz-Museum & Fondation Corboud zu beauftragen. Der Sieger des Architekturwettbewerbs wurde am 18. November 2013 vorgestellt. Da der Baubeginn für die Erweiterung bisher nicht erfolgt ist, setzte Marisol Corboud, die Witwe des Sammlers Gérard Corboud, der Stadt mehrmals ein Ultimatum für diesen. Im November 2018 kündigte Marisol Corboud als Reaktion auf den Verzug den Abzug von 19 Bildern der Fondation Surpierre aus dem Depot des Museums an. Im November 2019 kündigte die Stadt Köln an, bis Juni 2020 einen neuen Ratsbeschluss zum Erweiterungsbau einzuholen, um 2021 den Bauauftrag zu vergeben und schließlich 2022, 21 Jahre nach der ersten Ankündigung, mit dem Bau zu beginnen. Der Rat der Stadt Köln fasste im Juni 2020 den Baubeschluss. Der Terminplan sah einen Baubeginn im zweiten Halbjahr 2022 und die Inbetriebnahme der Gebäude voraussichtlich 2025 vor. Im November 2022 wurde ein Beginn der Tiefbauarbeiten für September 2023 kommuniziert. Die Grundsteinlegung sollte im zweiten Quartal 2024 erfolgen, die Fertigstellung mit anschließender Übergabe an den Nutzer für Dezember 2027. Die Eröffnung war dann für Mitte 2028 geplant.

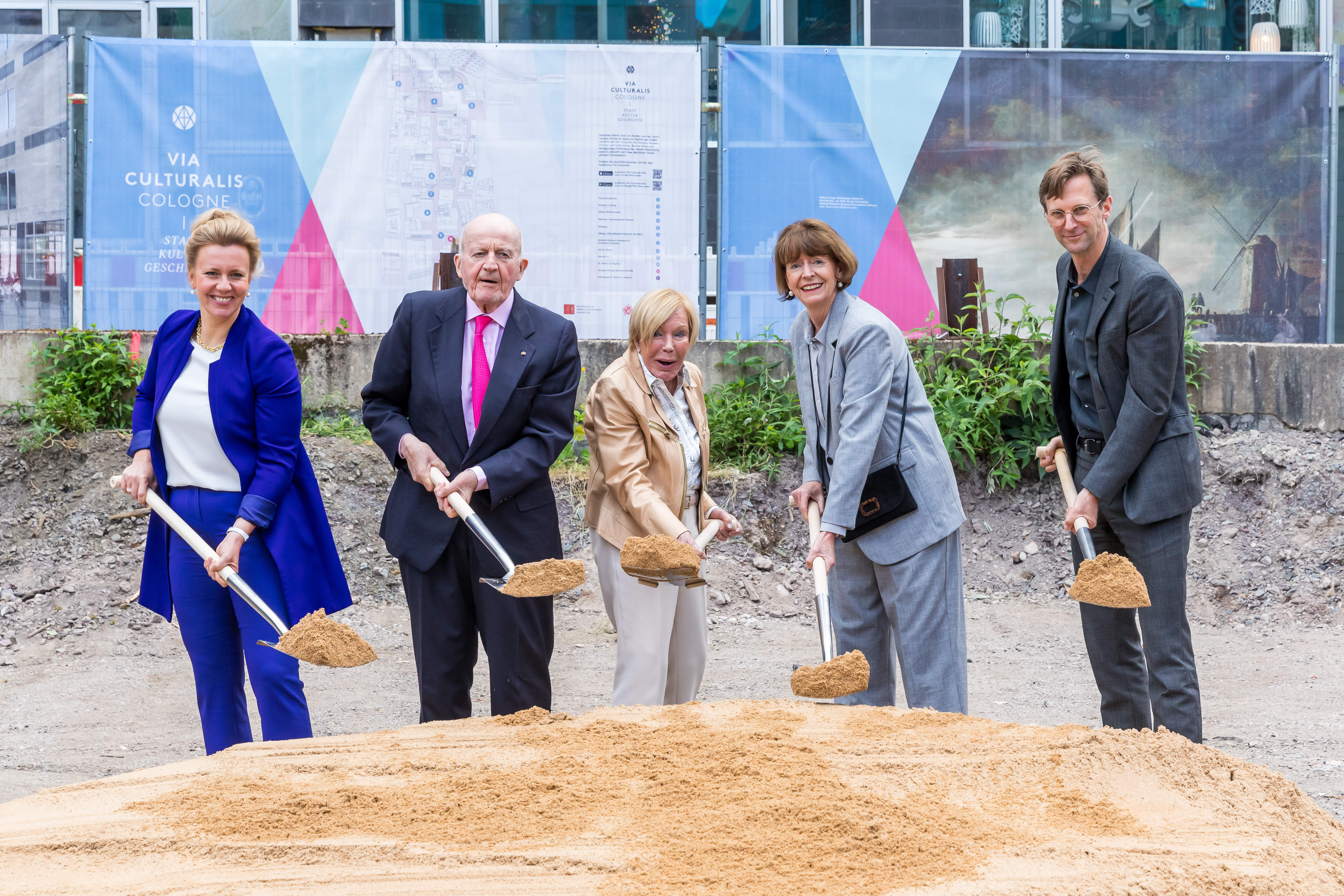
1. Spatenstich auf dem Baugrund: Ina Brandes (NRW-Kultur- und Wissenschaftsministerin), Peter Jungen (Vorsitzender des Stifterrates), Marisol Corboud (Präsidentin der Fondation Corboud), Henriette Reker (Oberbürgermeisterin) und Christoph Gantenbein (Architekturbüro Christ & Gantenbein)

Der erste Spatenstich fand am 28. Mai 2024 statt. Die Eröffnung ist für Sommer 2028 geplant.

### Museumsdirektoren
- Matthias Joseph de Noël (1828–1849)
- Johann Anton Ramboux (1844–1866)
- Carl Aldenhoven (1890–1907)
- Alfred Hagelstange (1908–1914)
- Josef Poppelreuter (1914–1919, interim)
- Luise Straus-Ernst (1919, interim)[17]
- Karl Schaefer (1920–1928, ältere Sammlung)
- Hans Friedrich Secker (1922–1928, „Galerie der Neuzeit“)
- Ernst Buchner (1928–1933)
- Otto H. Förster (1933–1945)
- Leopold Reidemeister (1950–1957)
- Otto H. Förster (1957–1960)
- Gert von der Osten (1960–1975)
- Gerhard Bott (1975–1980)
- Rainer Budde (1981–2004)
- Andreas Blühm (2005–2012)
- Marcus Dekiert (seit 2013)

Von 1975 bis 1980 leitete Gerhard Bott das Haus. Unter seiner Leitung wurde einerseits die Sammlung Ludwig eingegliedert, andererseits die dann 1986 erfolgte Gründung des Museums Ludwig angestoßen. Nachdem Bott 1980 als Generaldirektor zum Germanischen Nationalmuseum nach Nürnberg gewechselt war, folgte ihm von 1981 bis 2004 Rainer Budde nach. Als sein Nachfolger wurde 2005 Andreas Blühm berufen. Sein Stellvertreter war Roland Krischel.
Blühm wurde am 8. Juli 2010 „für seine künstlerischen Erfolge, seine Bedeutung für die Kölner Kultur sowie seine besonderen Management-Fähigkeiten, mit denen er das Museum zu einer der ersten Adressen unter den deutschen Kunstmuseen gemacht“ hat, vom Kölner Kulturrat mit dem ersten Kölner Kulturpreis als „Bester Kulturmanager des Jahres 2009“ ausgezeichnet. Obwohl der Rat der Stadt Köln im Juli 2010 seinen Vertrag bis zum 30. Juni 2015 verlängert hat, wurde im Mai 2012 bekannt, dass Blühm das Museum zum September 2012 verlassen wird, um die Stelle als Direktor im Groninger Museum anzutreten. Die kommissarische Leitung des Hauses wurde von Roland Krischel als stellvertretendem Direktor übernommen.
Eine Findungskommission unter Leitung des Kulturdezernenten Georg Quander schlug dem Rat der Stadt Köln Marcus Dekiert als Nachfolger von Andreas Blühm vor; er übernahm das Amt des Museumsdirektors am 1. März 2013.

## Sammlungen

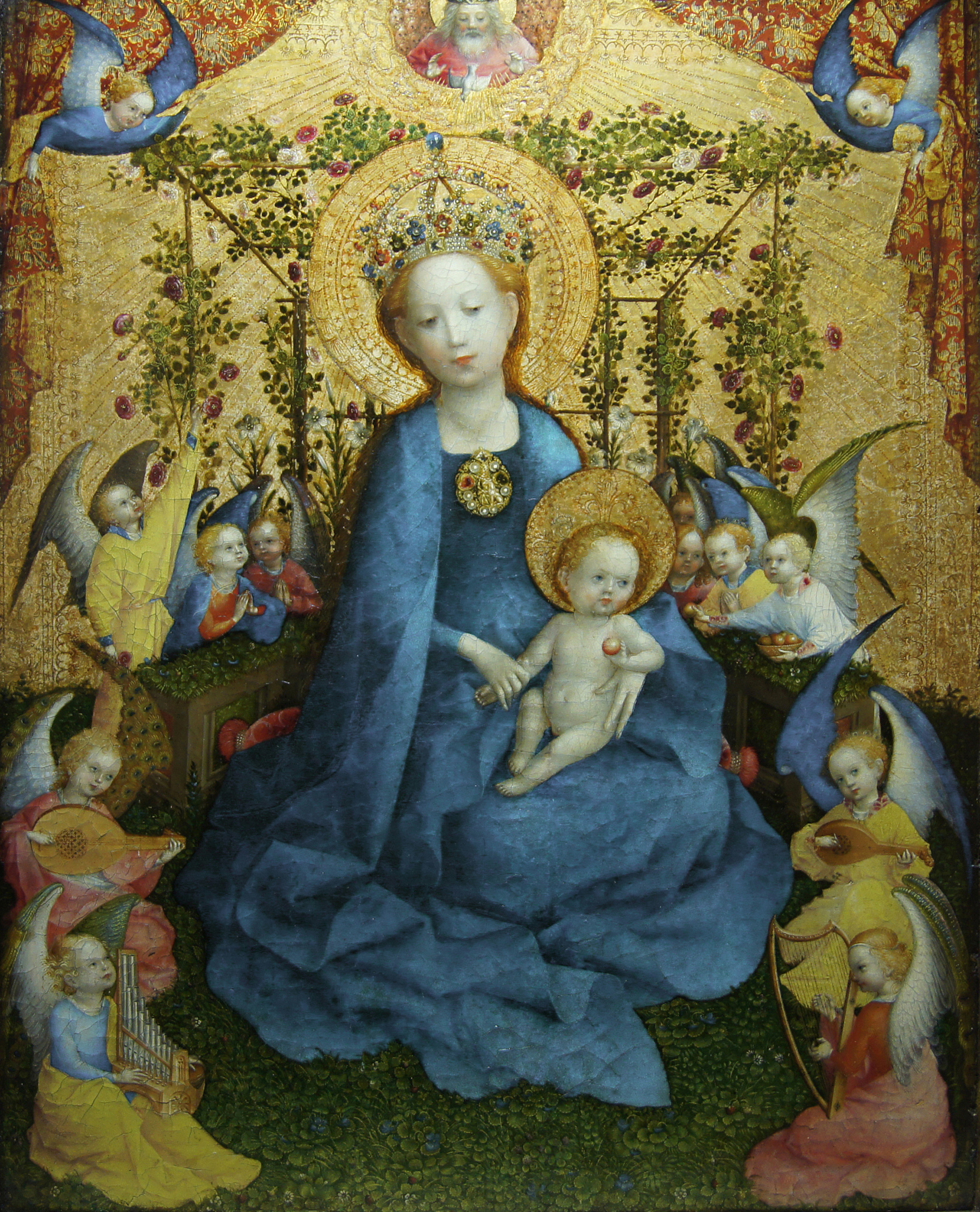
Stefan Lochner; Muttergottes in der Rosenlaube, um 1448, Mischtechnik auf Holz – eines der wichtigsten Ausstellungsstücke des Wallraf-Richartz-Museums

Wallraf-Richartz-Museum & Fondation Corboud beherbergen eine der wichtigsten Sammlungen mittelalterlicher Malerei der Welt. Aus keiner Stadt ist eine so umfangreiche Sammlung mittelalterlicher Tafelbilder überliefert, da es in Köln weder große Stadtbrände noch Bilderstürme gab. Mit Werken des Barocks sowie Malerei und Skulptur des 19. und 20. Jahrhunderts zeigt das Museum einen umfassenden Überblick über die Geschichte und Entwicklung der Kunst vom Mittelalter bis ins 20. Jahrhundert.

### Kunst des 13. bis 16. Jahrhunderts
Der Museumsbegründer, Ferdinand Franz Wallraf, sammelte während der Säkularisation die Altarbilder der profanierten Kirchen, Klöster und Stifte. Seine Sammlung ist der Grundstock der Mittelalterabteilung des Museums. Kölner Malerei kann so umfangreich sonst nur noch in München (Alte Pinakothek) besichtigt werden, denn dorthin gelangte die Sammlung der Kölner Gebrüder Sulpiz und Melchior Boisserée.
Werke Stefan Lochners sowie Werke folgender Meister: Meister der Heiligen Veronika, Meister von St. Laurenz, Meister der Georgslegende, Meister des Bartholomäus-Altars, Meister der Verherrlichung Mariae, Meister von Sankt Severin, Meister der Ursula-Legende und vieler anderer Maler der Kölner Malerschule finden sich in der Sammlung.

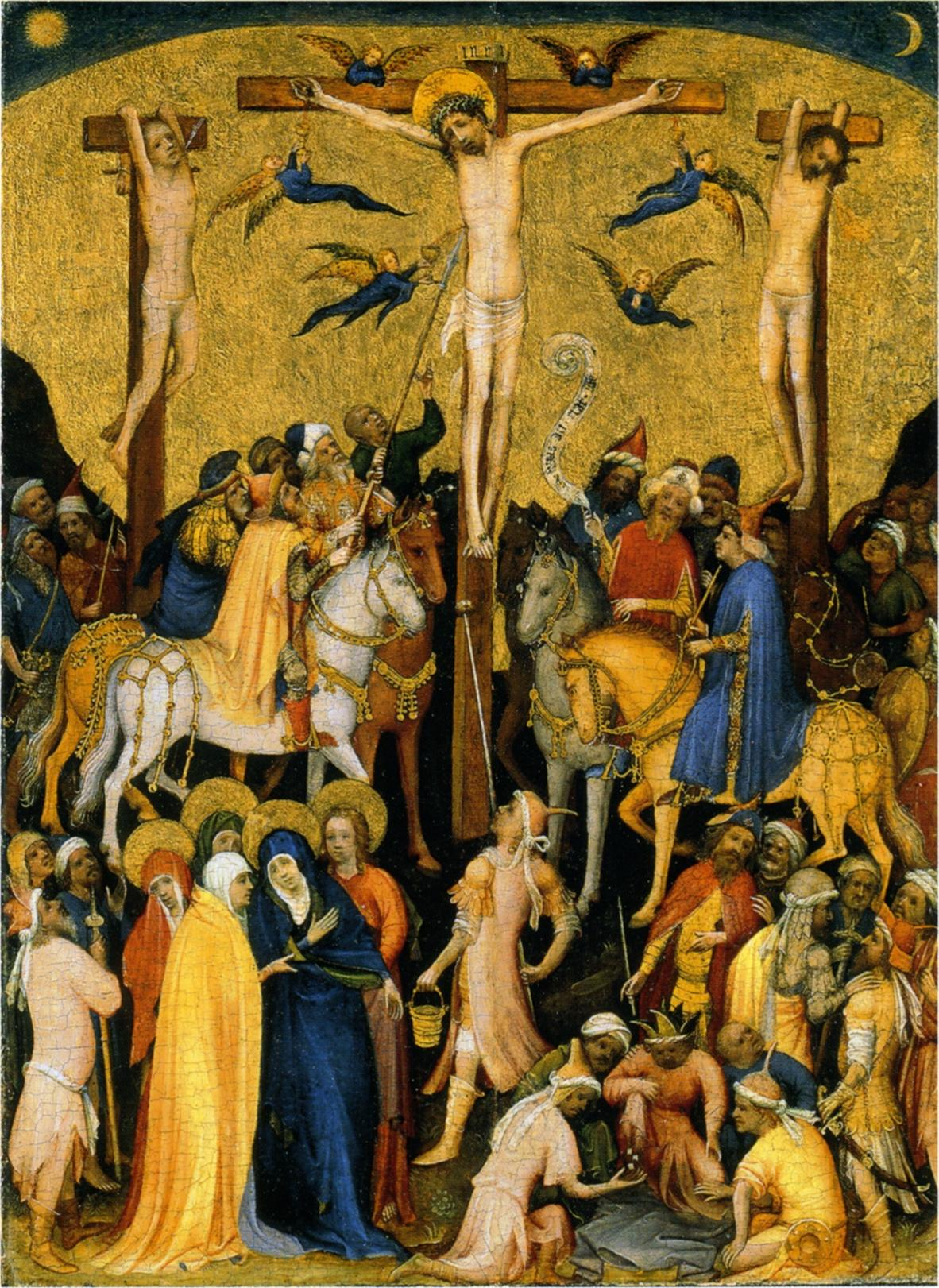
Meister der heiligen Veronika, Der kleine Kalvarienberg, um 1400
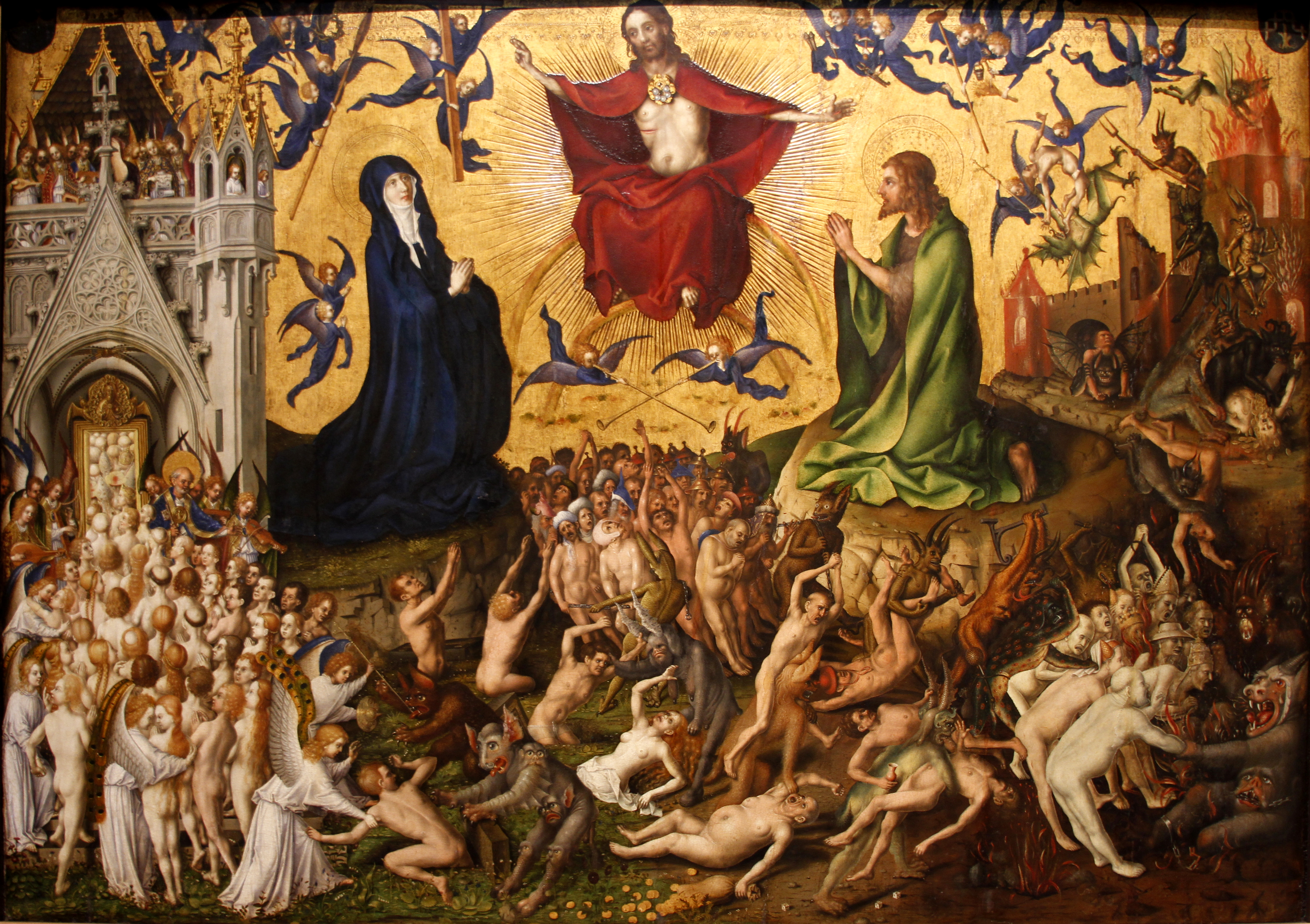
Stefan Lochner, Das Jüngste Gericht, um 1435
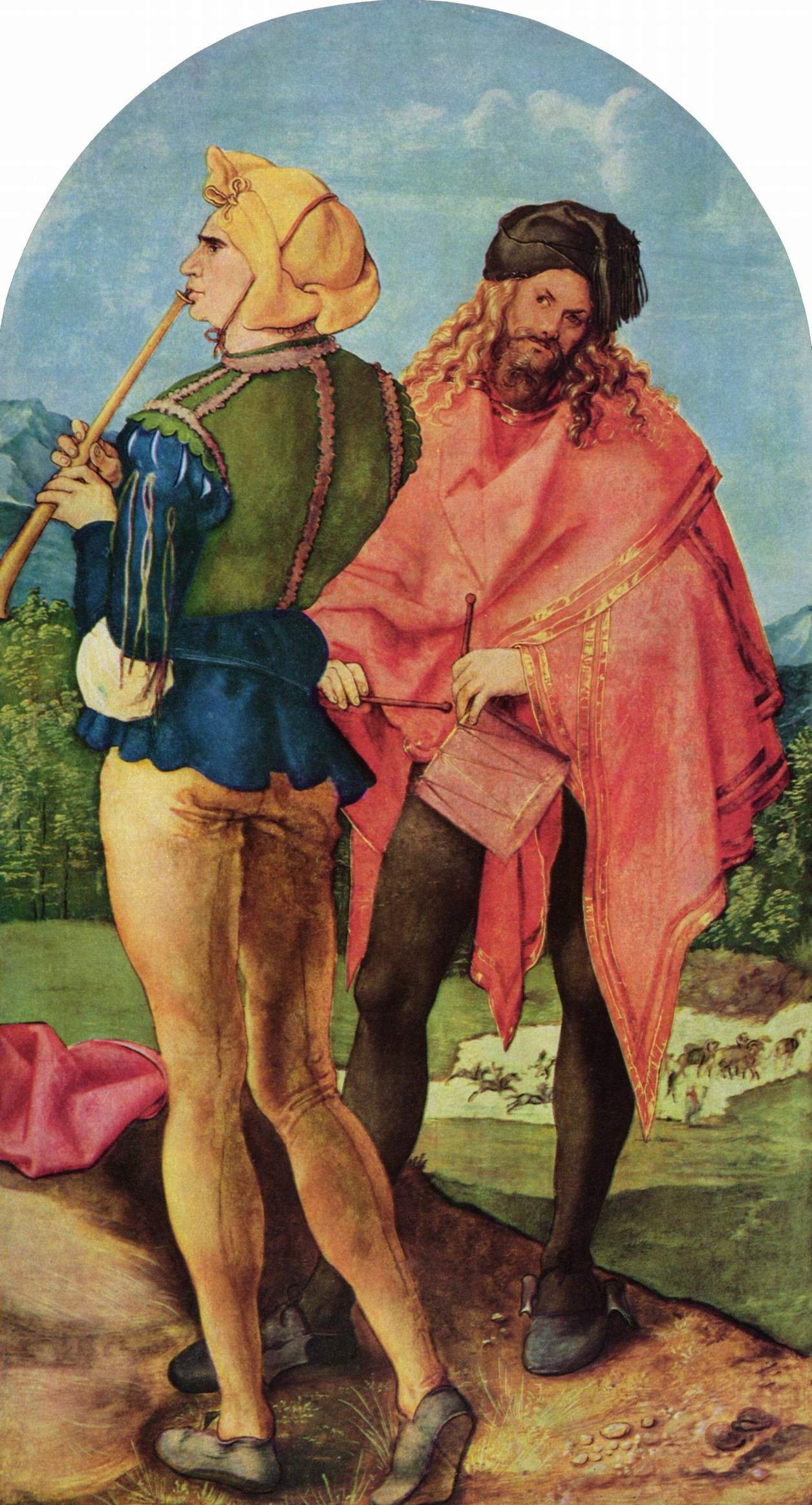
Albrecht Dürer, Pfeifer und Trommler, um 1503
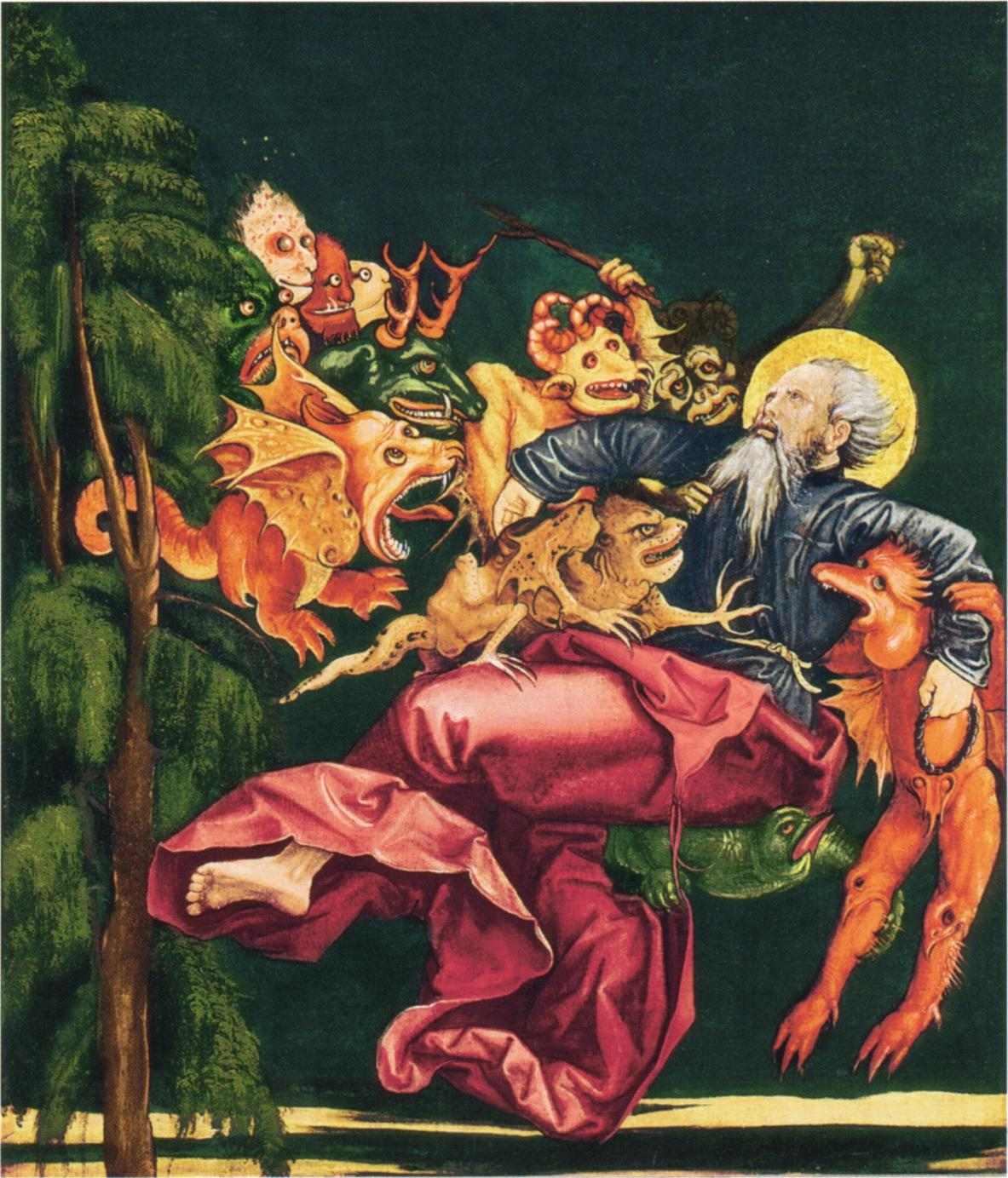
Oberrheinisch, Der Heilige Antonius, von Dämonen gepeinigt, um 1520
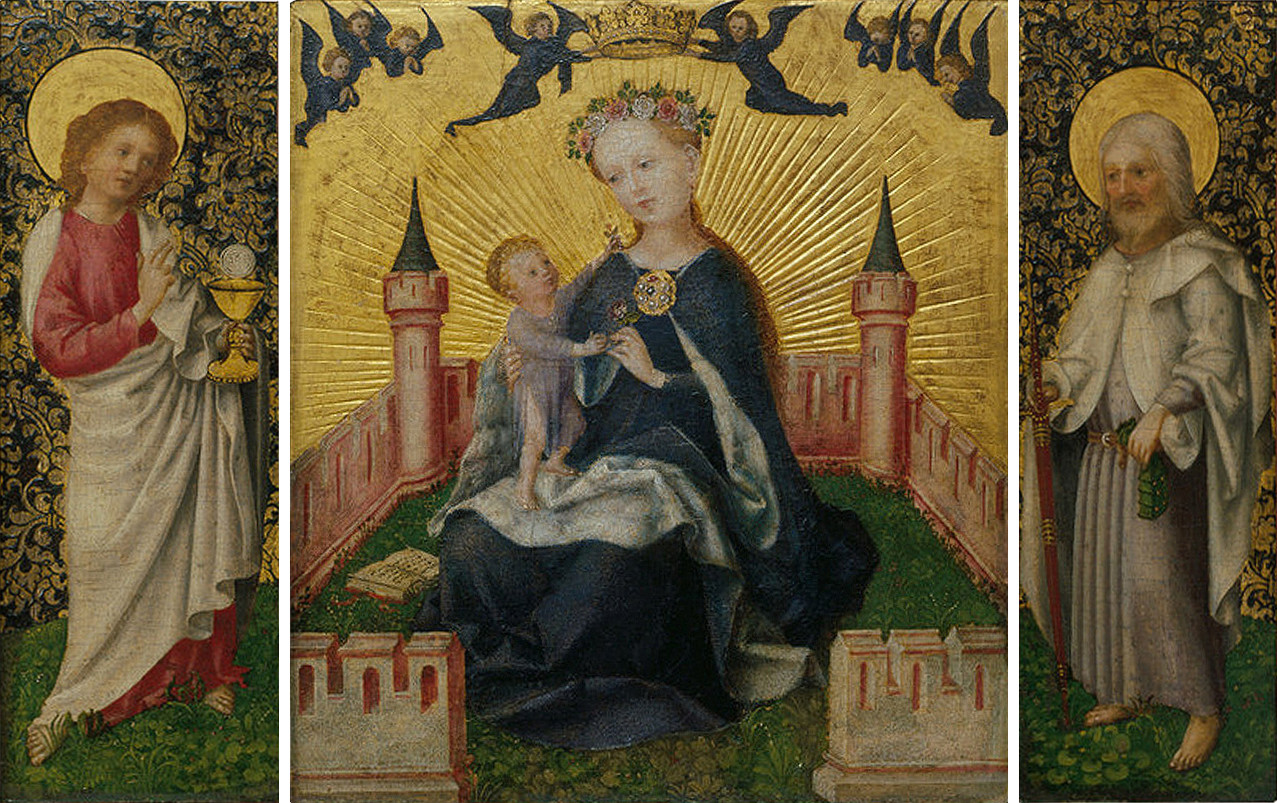
Kleines Lochnertriptychon 1445–1450

### Kunst des 17. bis 18. Jahrhunderts
Die Barockabteilung zeigt einen sehr guten Querschnitt durch die Kunstproduktion seit etwa 1550. Ein Schwerpunkt der Sammlungsstruktur liegt in der Malerei der nördlichen Niederlande. Vertreten mit Hauptwerken sind Rembrandt, Maarten van Heemskerck, Gerrit van Honthorst, Jan Victors, François Boucher, Paris Bordone, Peter Paul Rubens und Anthonis van Dyck.

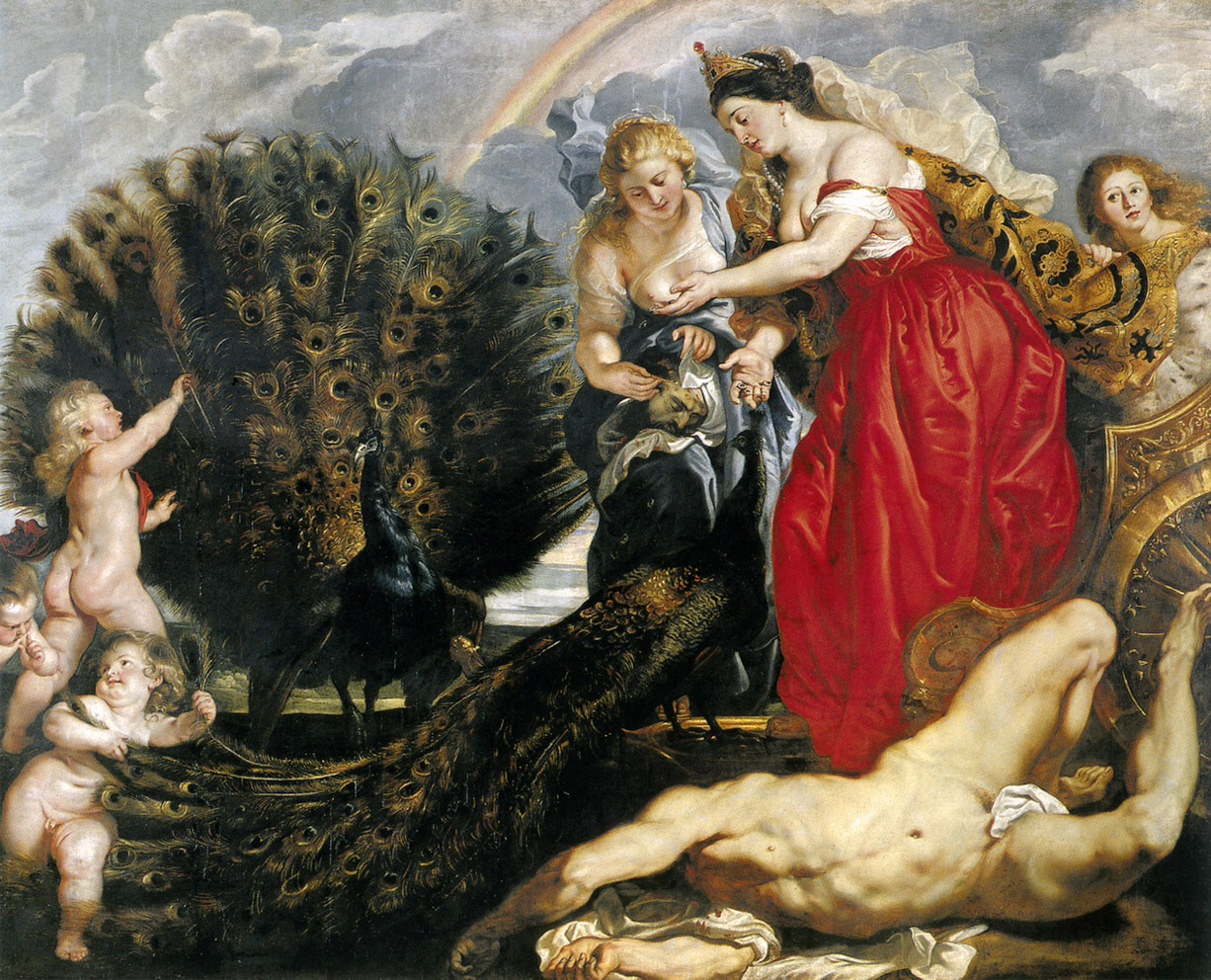
Peter Paul Rubens, Juno und Argus, um 1610
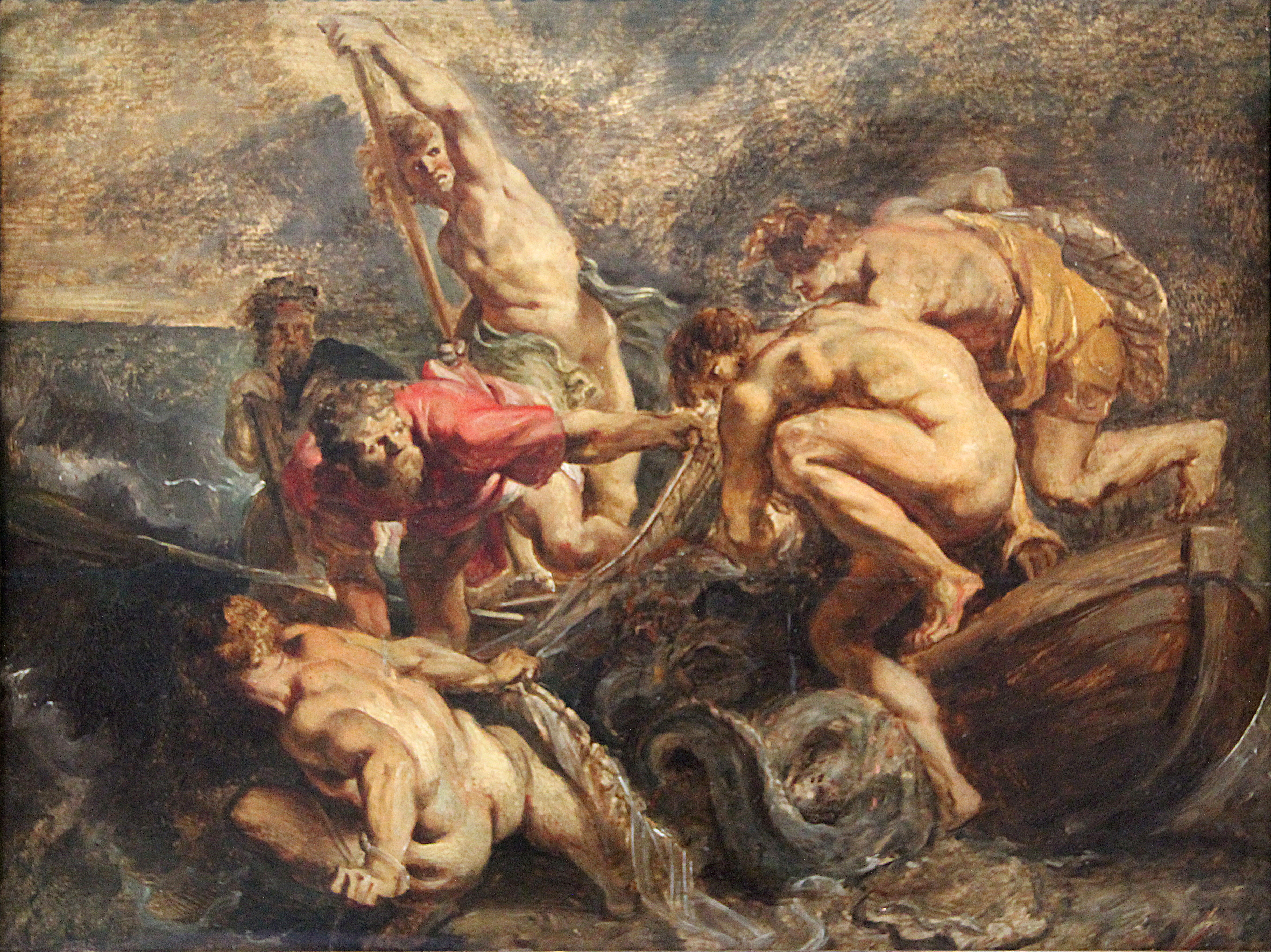
Peter Paul Rubens, Der wunderbare Fischzug, um 1610
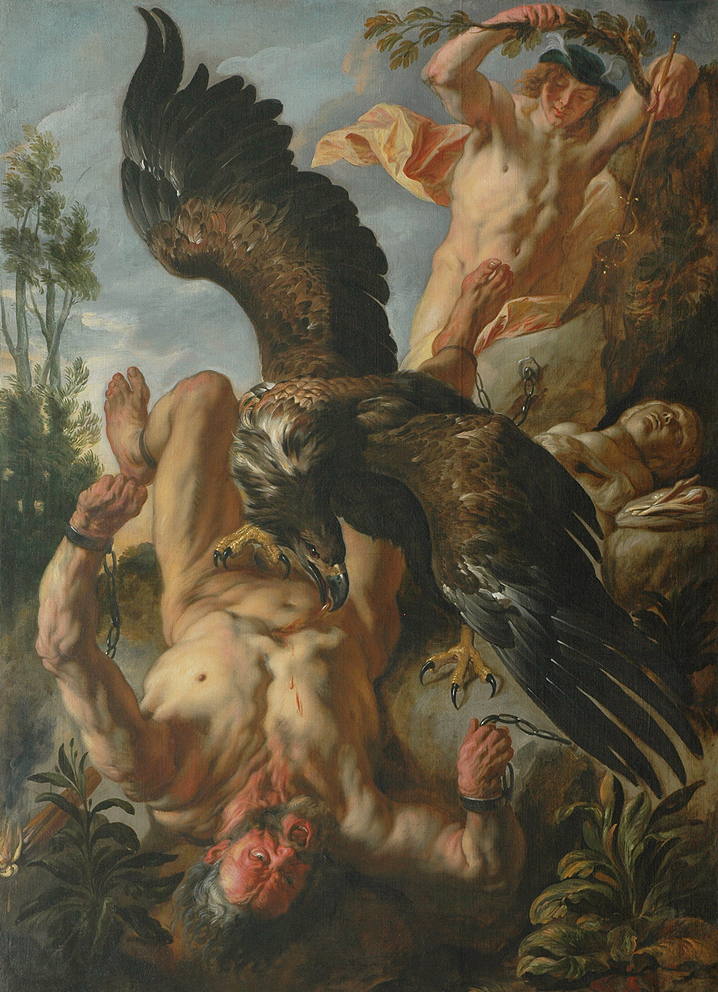
Jacob Jordaens, Der gefesselte Prometheus, um 1640
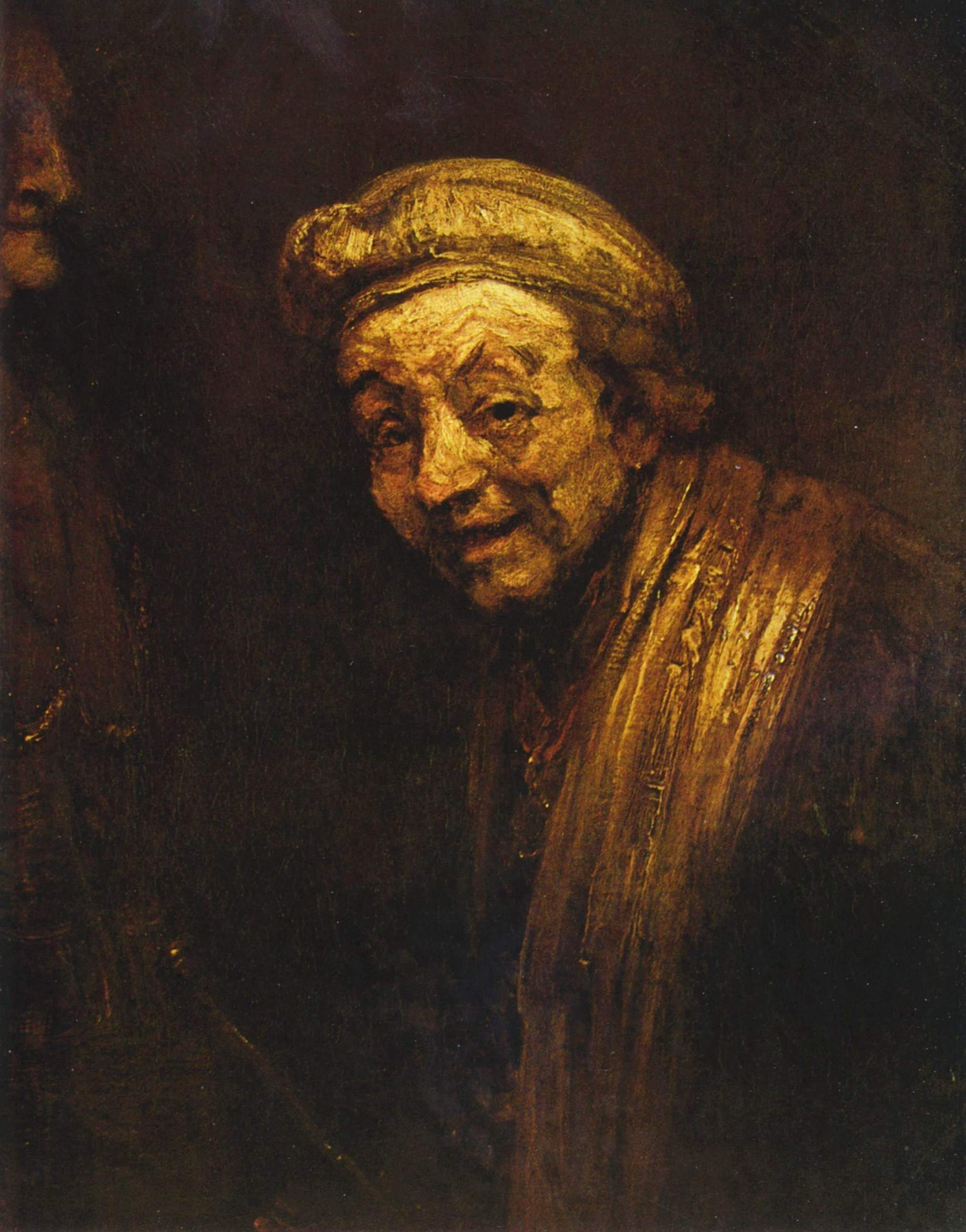
Rembrandt, Selbstbildnis, um 1668
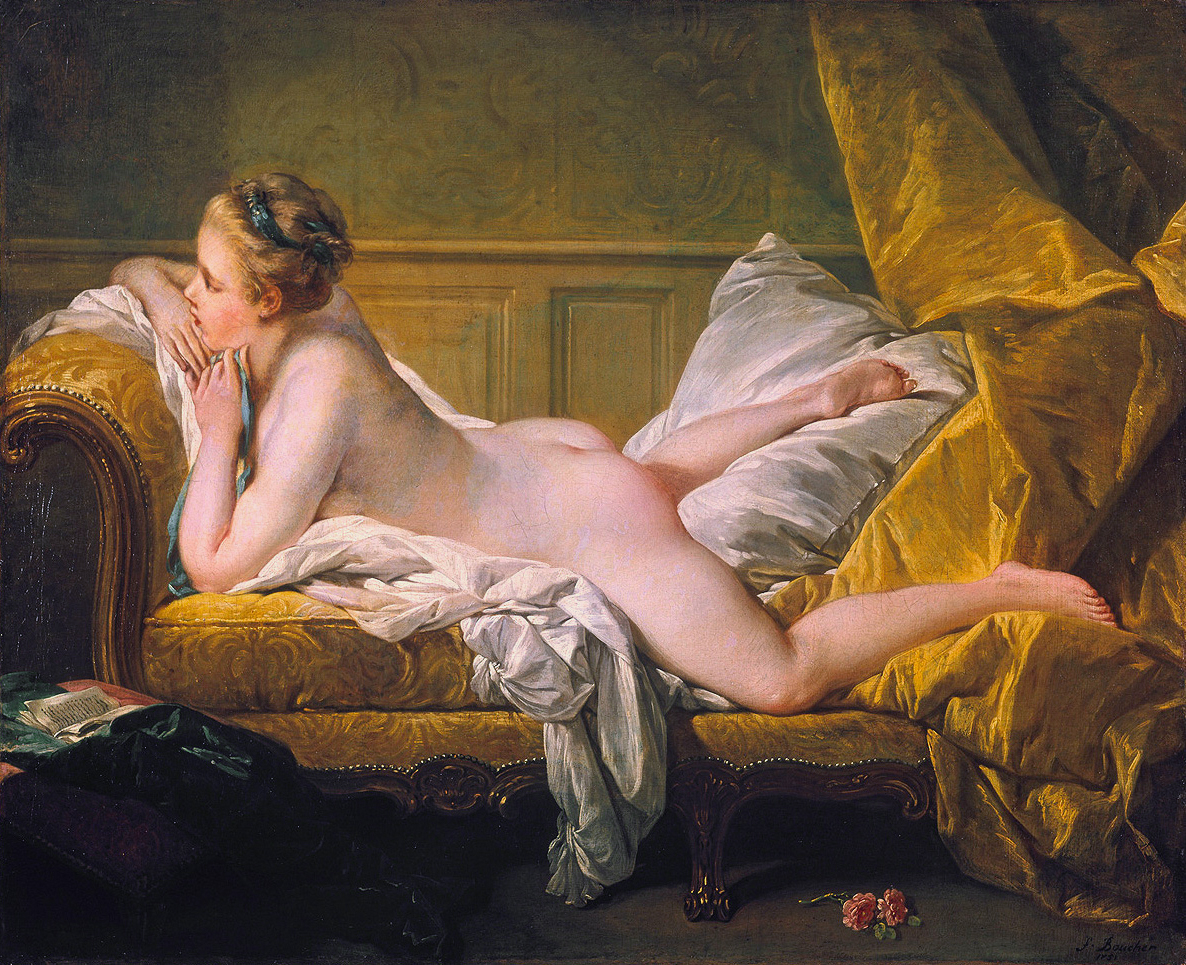
François Boucher, Ruhendes Mädchen (Marie-Louise O’Murphy), 1751

### Kunst des 19. bis 20. Jahrhunderts
In der Abteilung des 19. Jahrhunderts wird an guten Beispielen die Kunstentwicklung des 19. Jahrhunderts nachvollziehbar. Von den Deutsch-Römern des späten 18. Jahrhunderts (Jakob Philipp Hackert, Johann Christian Reinhart, Joseph Anton Koch) spannt sich der Bogen über die deutsche Früh- und Spätromantik (Caspar David Friedrich, Carl Blechen, Gerhard von Kügelgen) bis hin zu den Nazarenern (Eduard Bendemann, Julius Schnorr von Carolsfeld). Eine umfangreiche Sammlung des Kölner Malers Wilhelm Leibl schließt sich an. Zudem zeigt das Museum Werke von Gustave Courbet, Max Liebermann und Malerei und Skulptur des Symbolismus: Arnold Böcklin, Franz von Stuck, Marianne Stokes, James Ensor, Edvard Munch, sowie erwähnenswerte Plastiken u. a. von Jean-Antoine Houdon, Rudolf Schadow, Pierre-Auguste Renoir, Auguste Rodin.

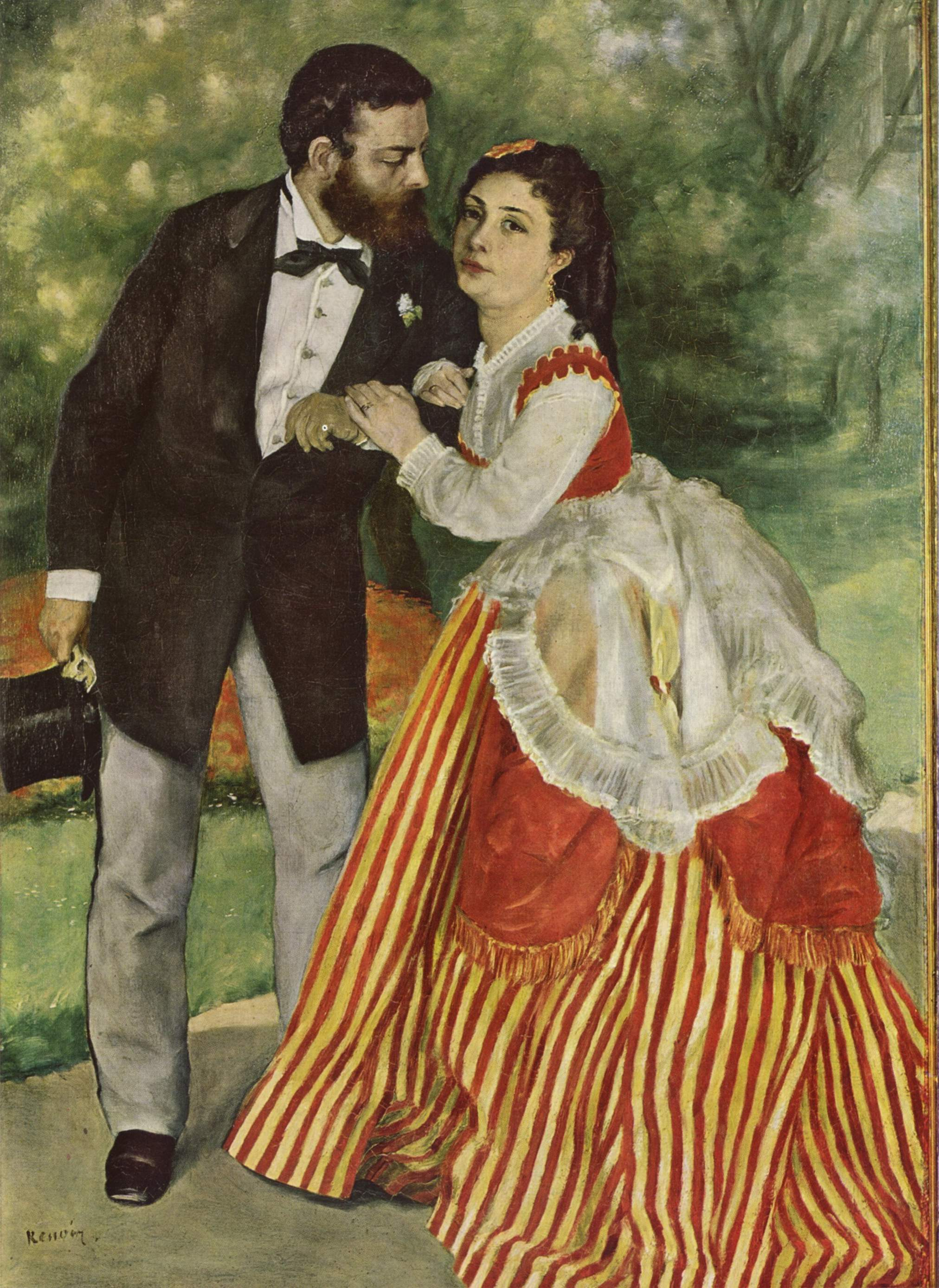
Pierre-Auguste Renoir, Das Paar (Les fiancés), um 1868
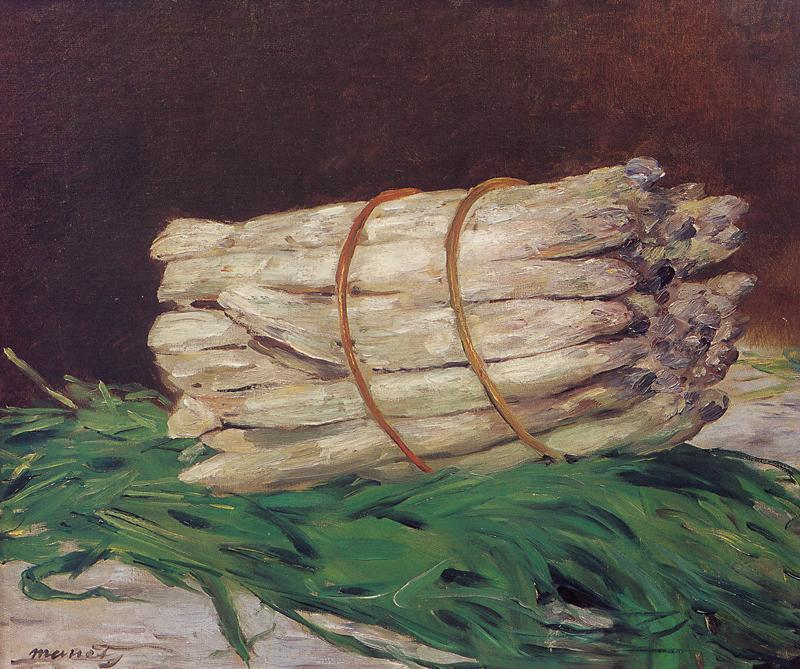
Édouard Manet, Spargelbündel, 1880
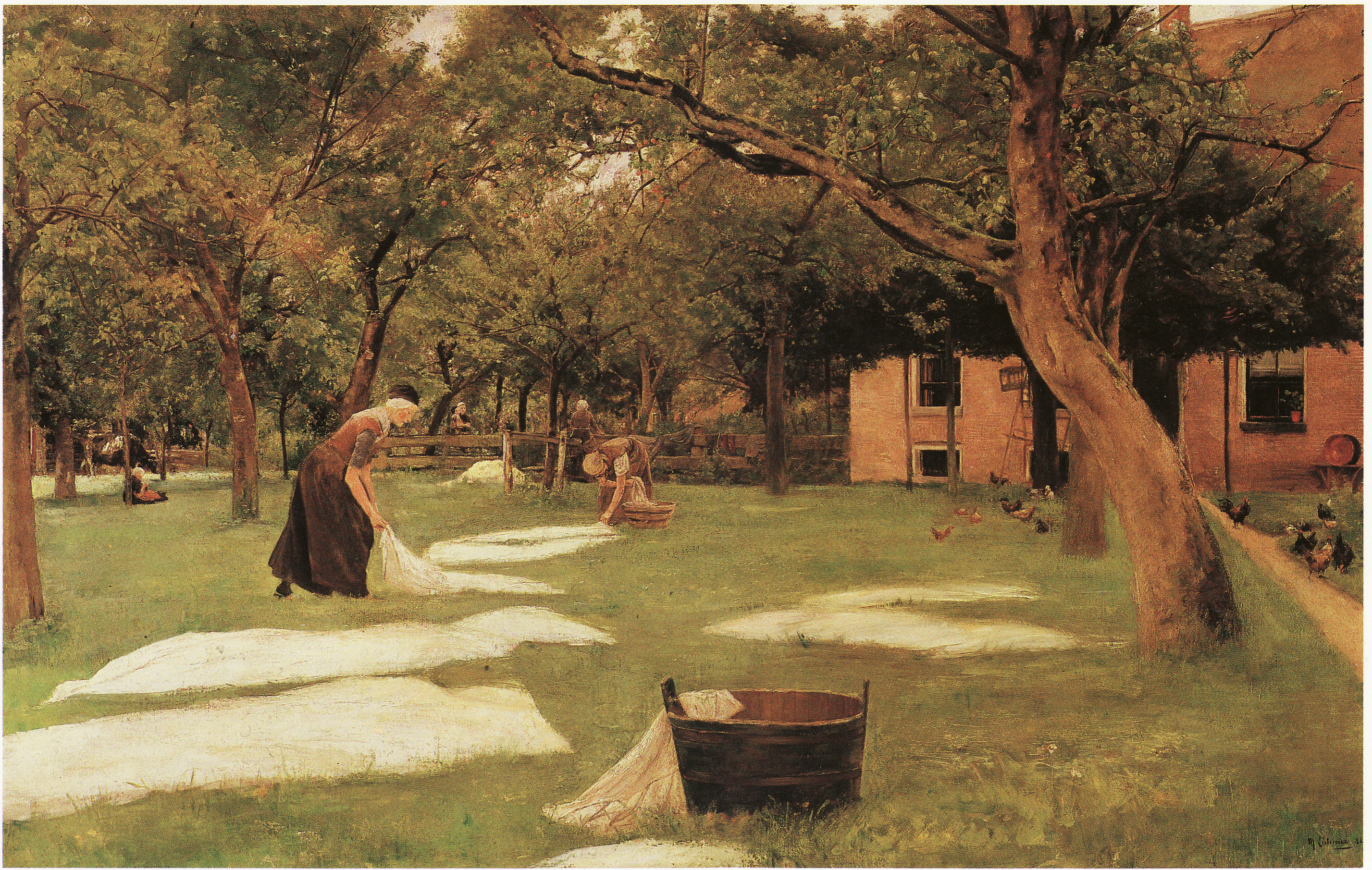
Max Liebermann, Die Rasenbleiche, 1882
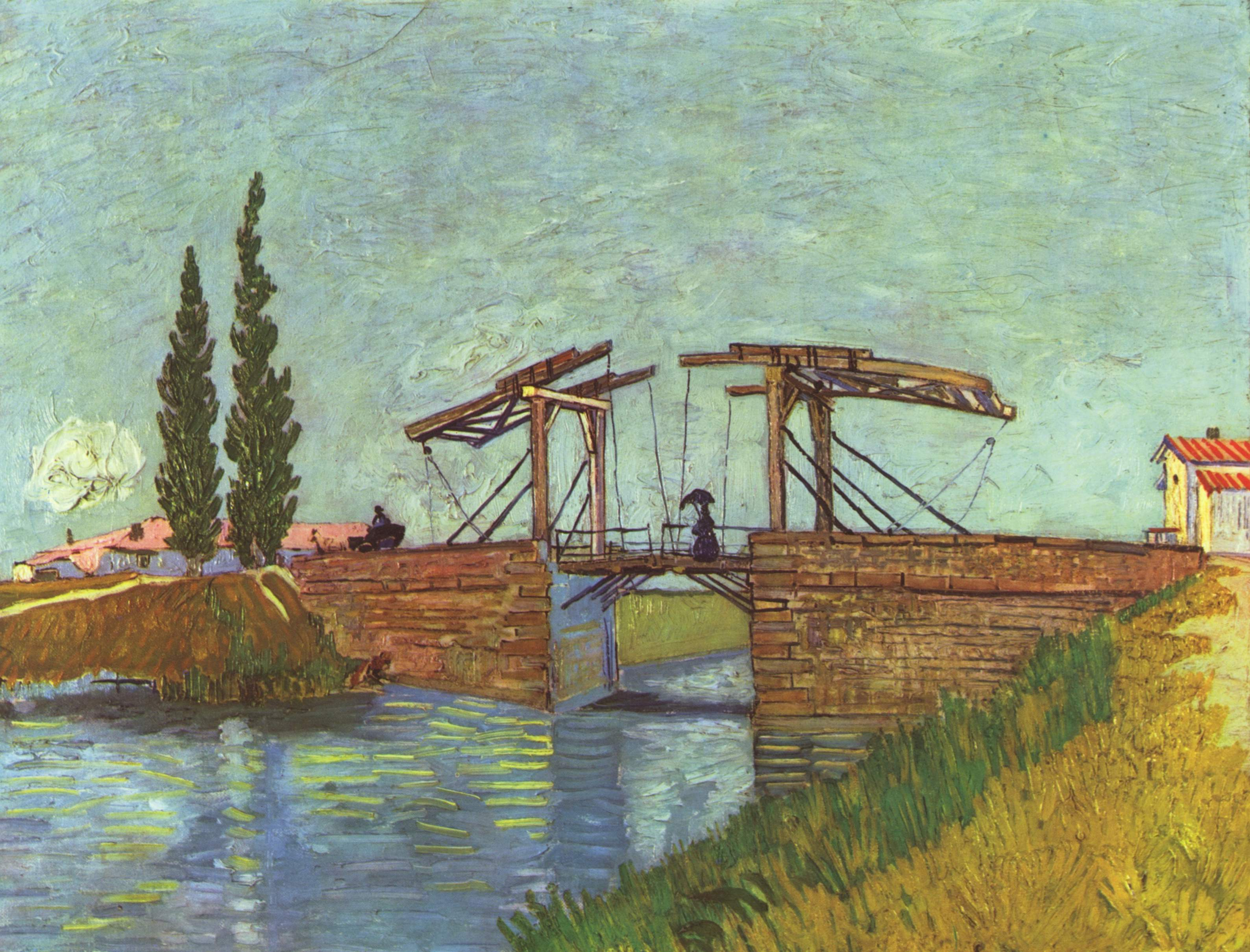
Vincent van Gogh, Die Brücke bei Arles, 1888
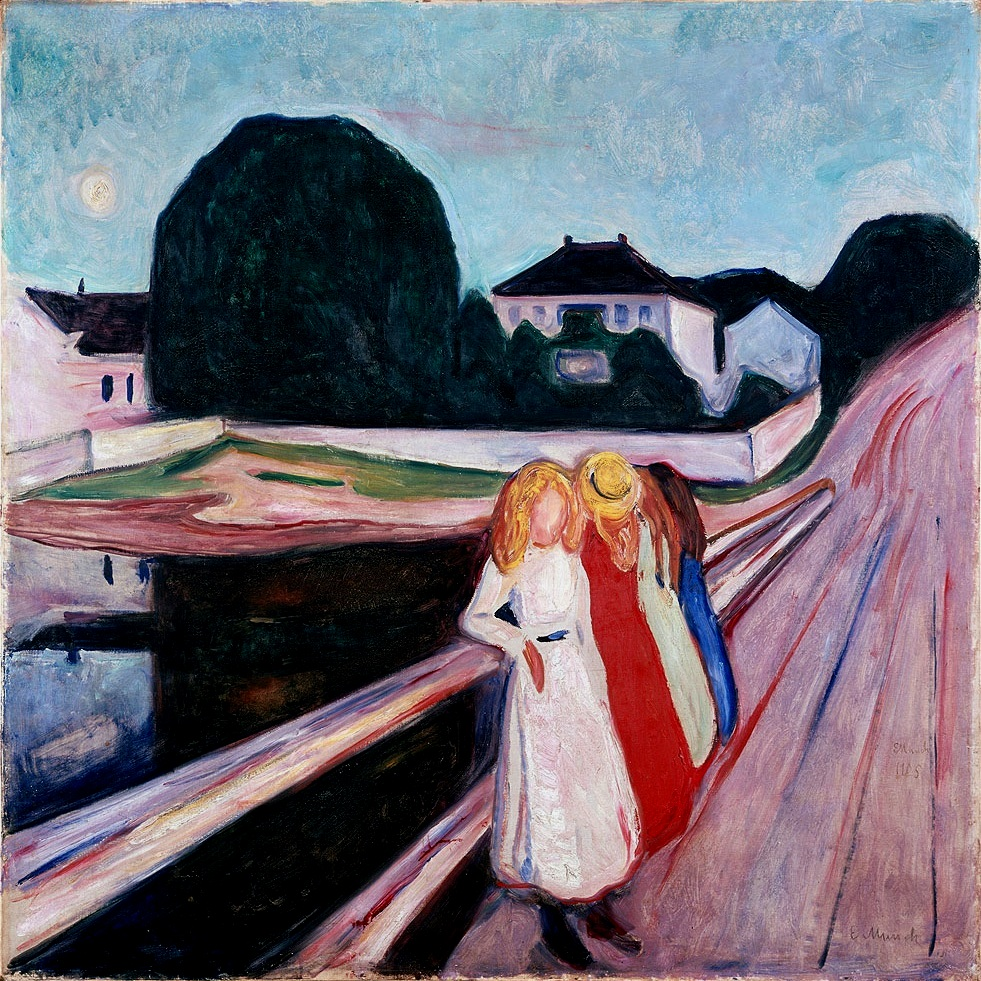
Edvard Munch, Vier Mädchen auf der Brücke, 1905

Die angegliederte Fondation Corboud zeigt die umfangreichste Sammlung von Malerei des französischen und internationalen Impressionismus und Spätimpressionismus in Deutschland. Aufgrund fehlender Ausstellungsfläche ist ein Großteil dieser Sammlung bislang im Depot eingelagert. Der seit 2001 von der Stadt Köln versprochene Erweiterungsbau zur Präsentation der Sammlung konnte bislang nicht realisiert werden.

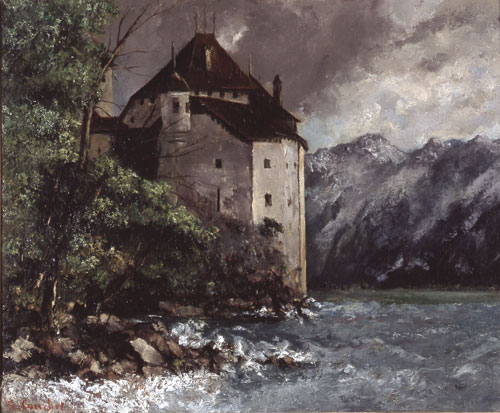
Gustave Courbet, Schloß Chillon, 1873
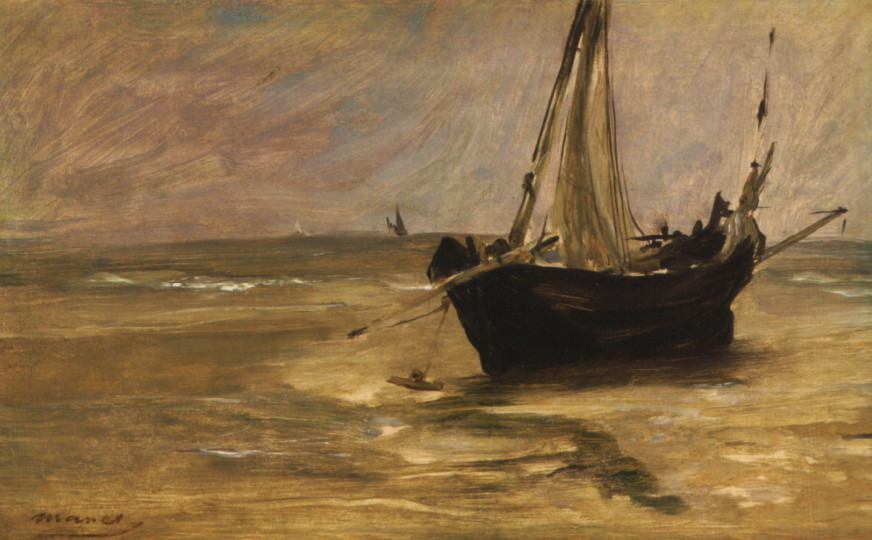
Édouard Manet, Fischerboot am Strand von Berck, 1873
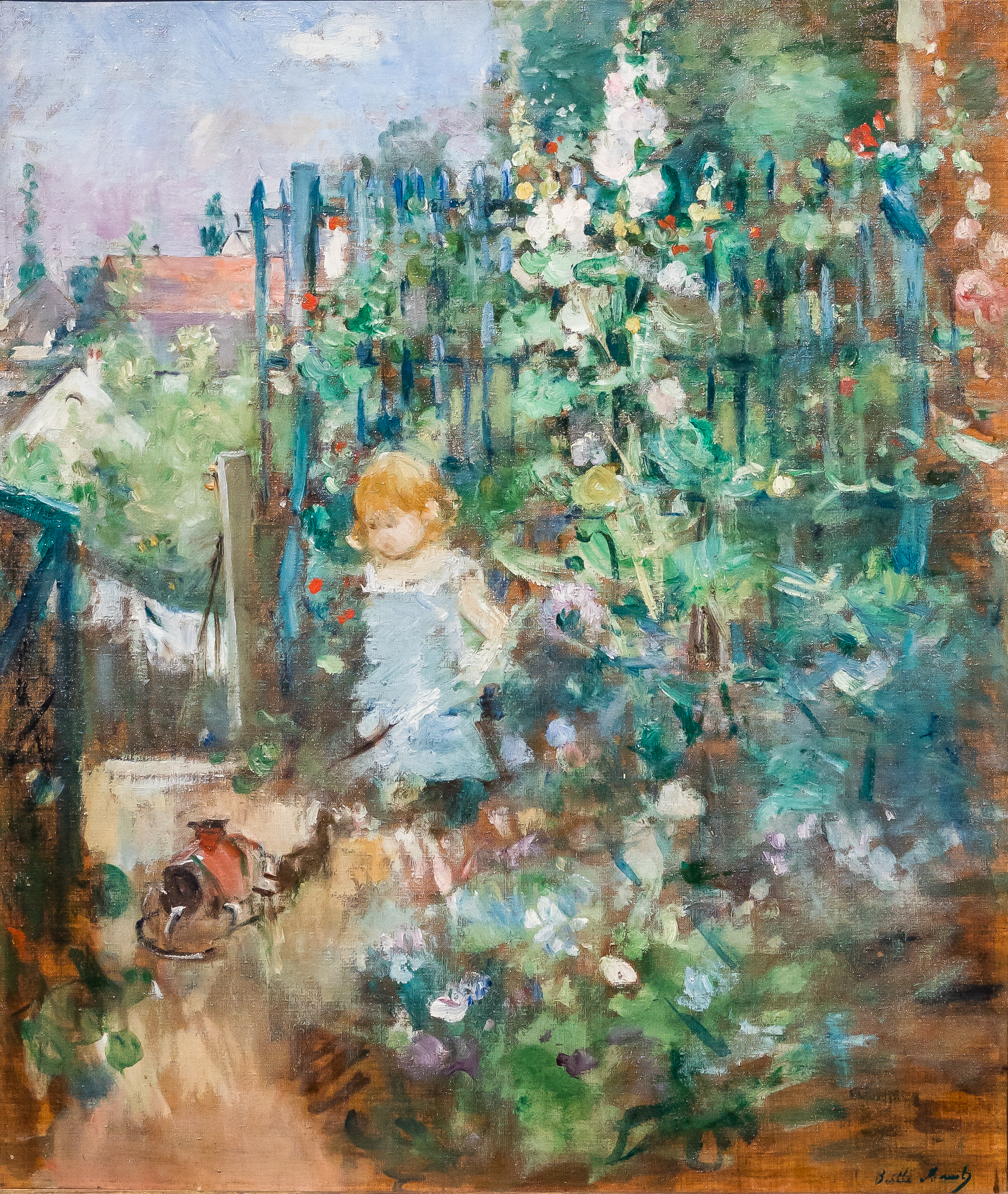
Berthe Morisot, Kind zwischen Stockrosen, 1881
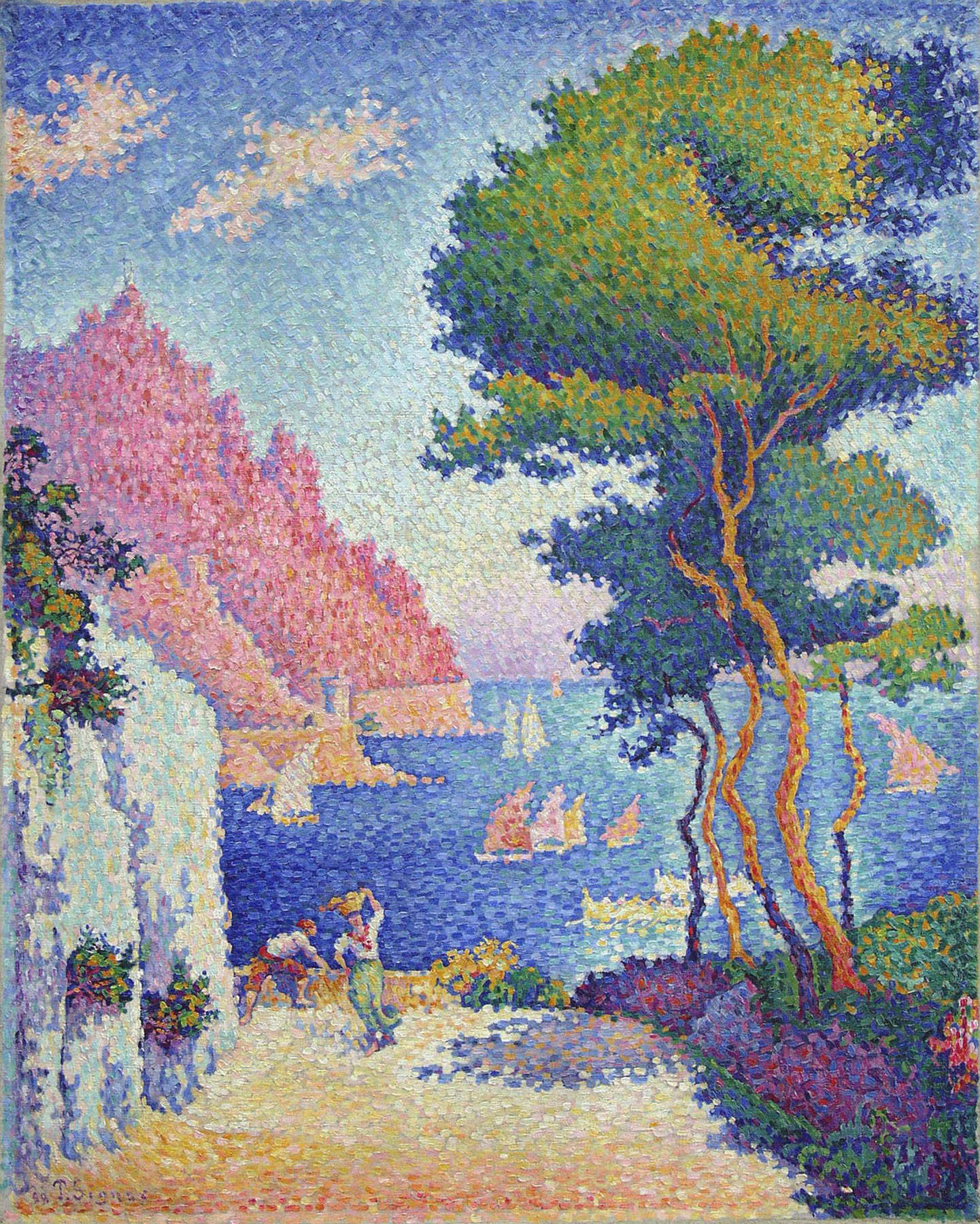
Paul Signac, Capo di Noli, 1898
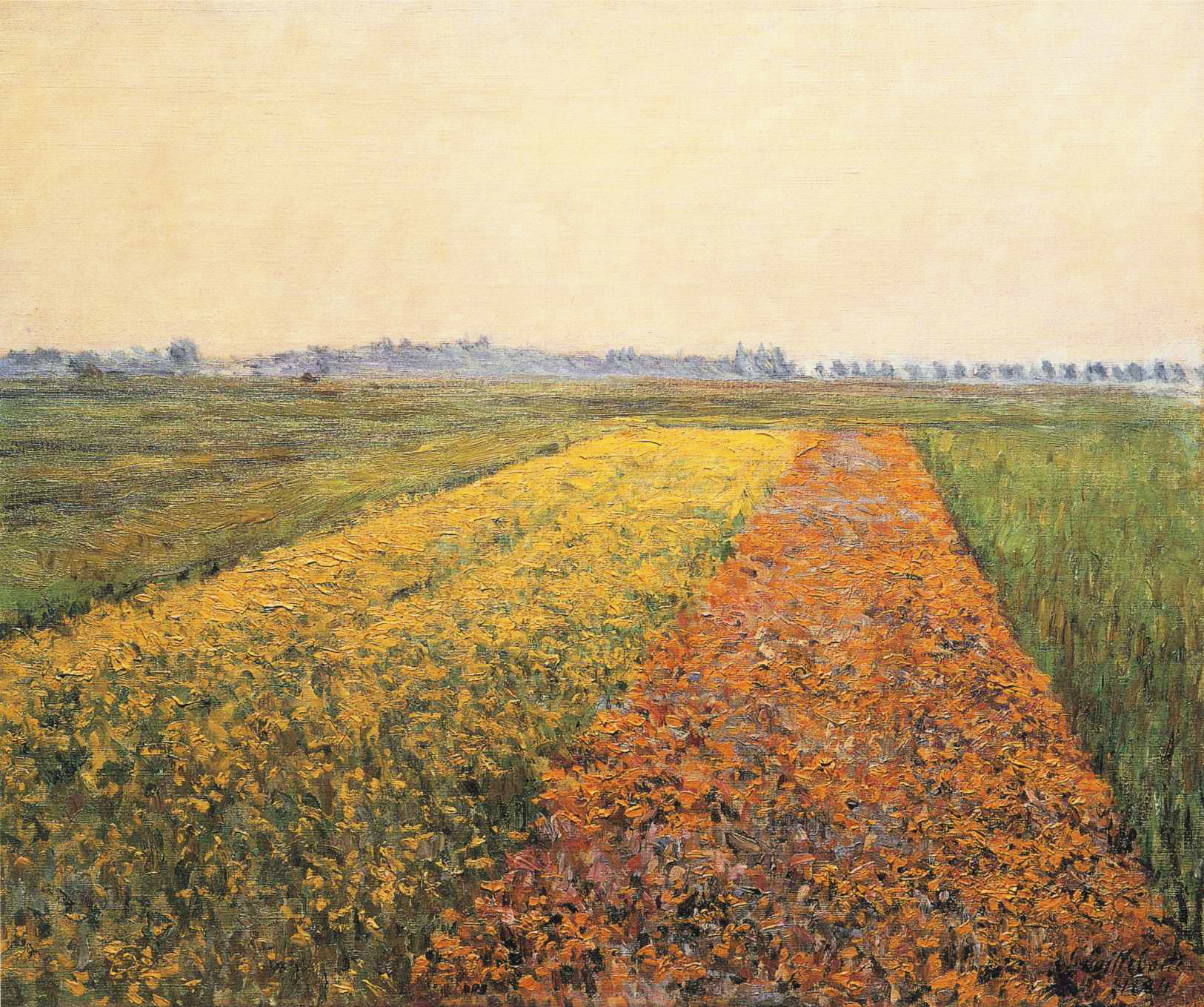
Gustave Caillebotte, Ebene von Genevilliers, 1884

### Graphische Sammlung
Die Bestände der Graphischen Sammlung umfassen etwa 75.000 Kunstwerke auf Papier, darunter erlesene Miniaturen auf Pergament, einzigartige Handzeichnungen und Malereien auf Papier und Pappe, eine Reihe von Skizzenbüchern sowie zahlreiche bedeutende Druckgraphiken in einer Vielzahl unterschiedlicher Techniken. Sie umfassen die Zeitspanne vom Mittelalter bis ins 20. Jahrhundert. Darunter finden sich Künstler wie Leonardo da Vinci, Raffael, Albrecht Dürer, Luca Cambiaso, Hendrick Goltzius, Rembrandt van Rijn, Caspar David Friedrich, Philipp Otto Runge, Karl Friedrich Schinkel, Carl Spitzweg, Anselm Feuerbach, Edvard Munch, Max Liebermann, Lovis Corinth und Auguste Rodin. Eine besondere Erwähnung verdient der Nachlass des Architekten Jakob Ignaz Hittorff, ein Konvolut von ca. 7500 Stücken, das ein Panorama der internationalen Altertumsforschung, Baukunst und Stadtgestaltung des 19. Jahrhunderts bietet und das Werkgruppen von Hittorff und weiterer Künstler wie Louis-François Cassas oder Jean-Baptiste Lepère enthält. Im Graphischen Kabinett des Museums finden unter dem Reihentitel „Der un-gewisse Blick“ regelmäßig kleinere Ausstellungen zu wechselnden Themen aus dem Themenkreis der Kunst auf Papier (Handzeichnungen und Druckgraphik) statt. Leiterin der Graphischen Sammlung ist seit 1. März 2019 in der Nachfolge von Thomas Ketelsen die promovierte Kunsthistorikerin Anne Buschhoff.

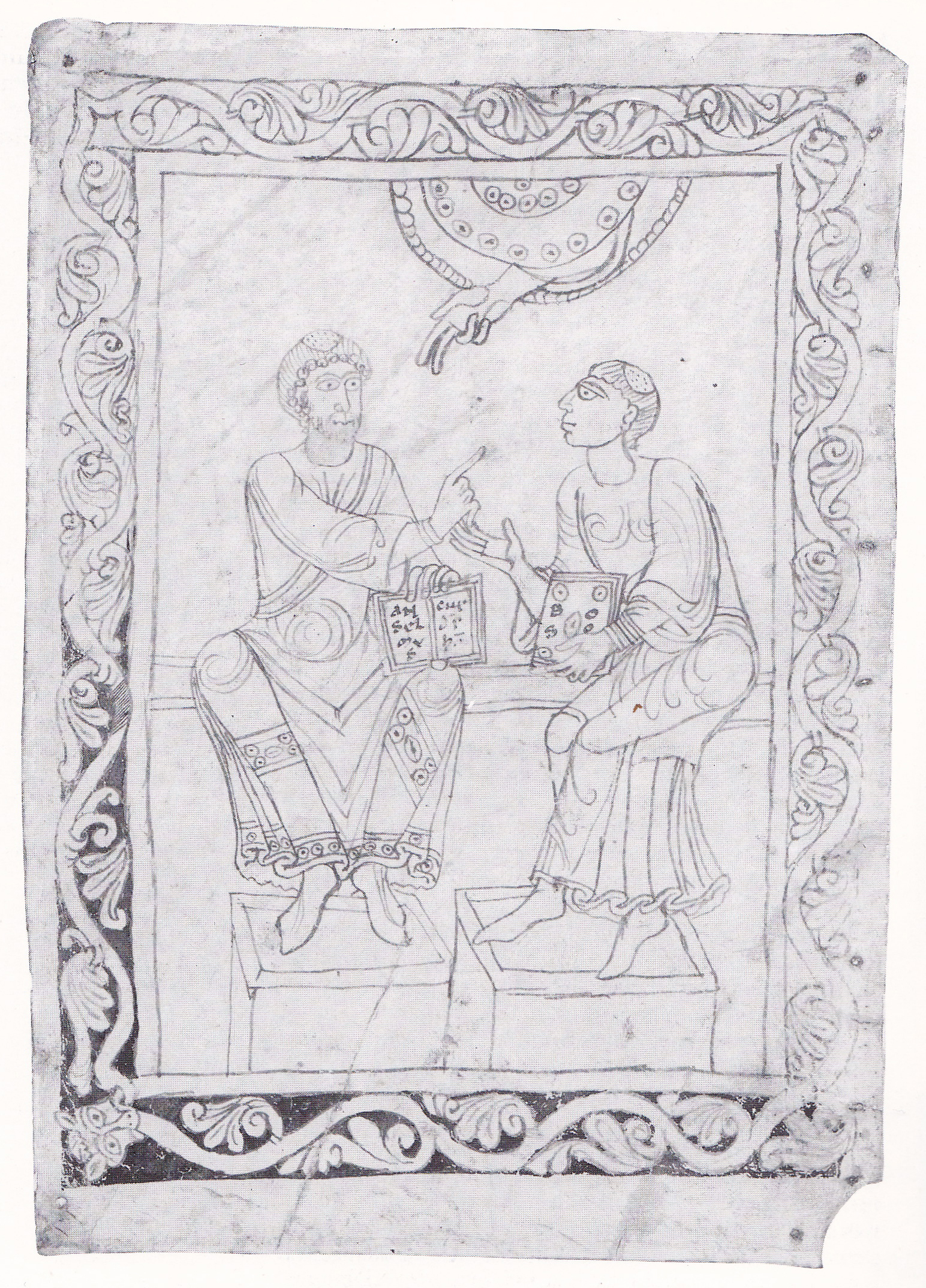
England, um 1100, Disputatio des Anselm von Canterbury, Feder in brauner Tinte und Deckfarbe, auf Pergament, um 1100
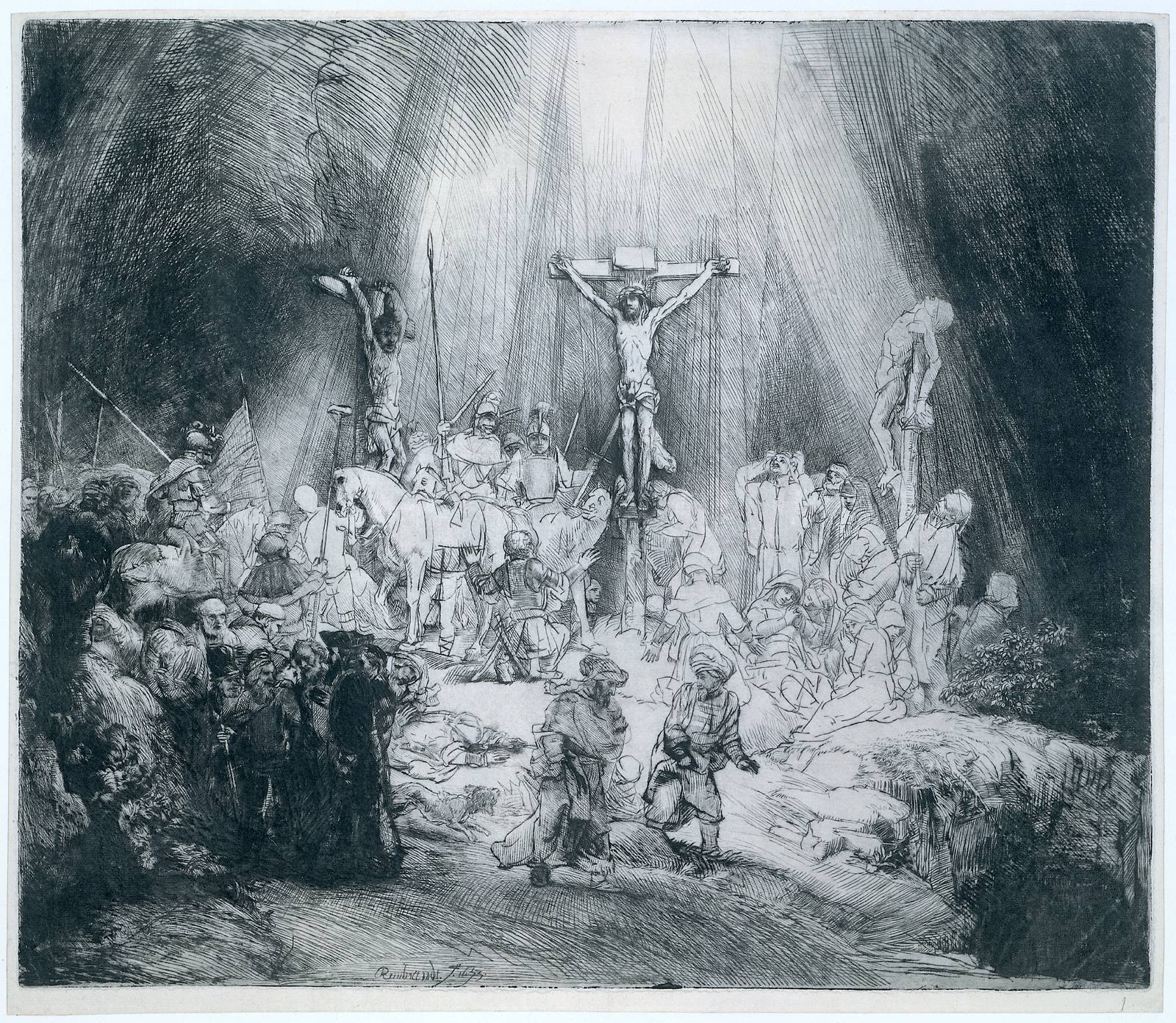
Rembrandt, Die drei Kreuze, Radierung, 1653
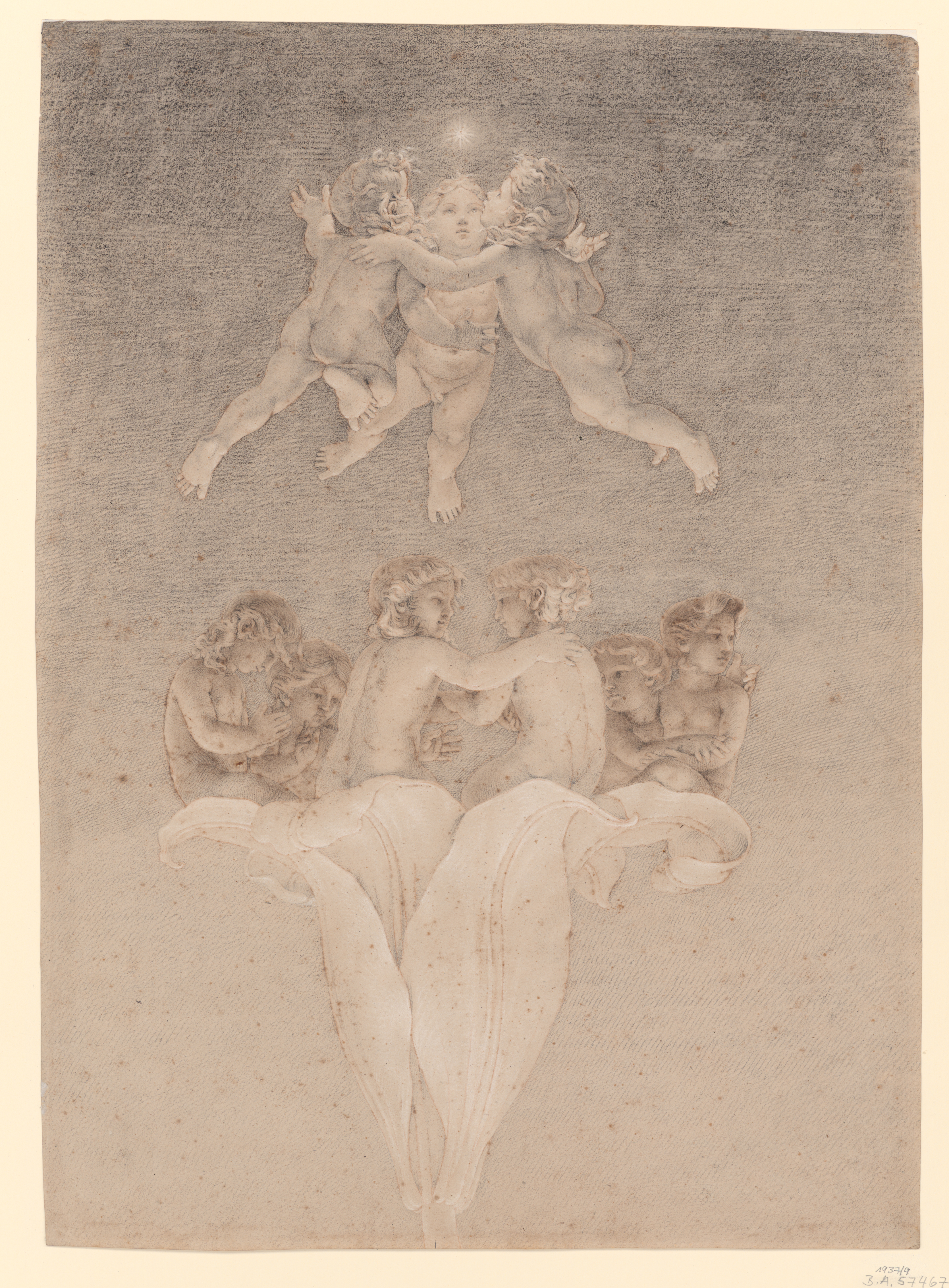
Philipp Otto Runge, Die Genien auf der Lichtlilie, Bleistift, schwarze, rote und weiße Kreide, auf bräunlichem Papier, 1809
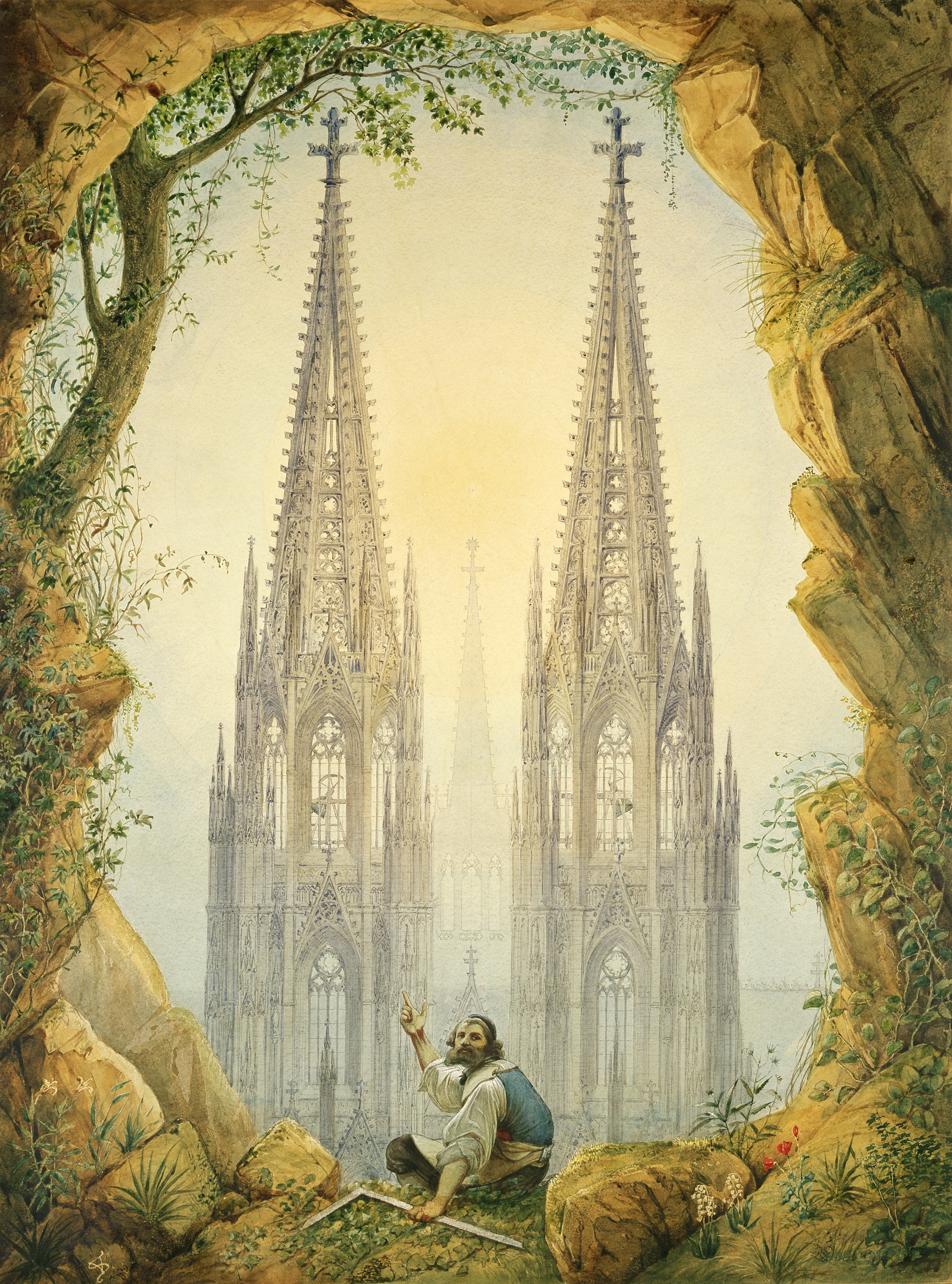
Vincenz Statz, „Und Fertig wird er doch!“, Vision der Domtürme, Aquarell auf Papier, 1861

## Kuratorium Wallraf-Richartz-Museum und Museum Ludwig e.V.
Der Verein Kuratorium Wallraf-Richartz-Museum und Museum Ludwig, 1959 als Wallraf-Richartz-Kuratorium und Förderergesellschaft e. V. gegründet, bildet den gemeinsamen Förderverein für beide Kunstmuseen, in dem kunstinteressierte Bürger aus dem In- und Ausland vertreten sind und ausschließlich und unmittelbar gemeinnützige Zwecke verfolgt. Zu den bedeutenden Aufgaben gehören der Ankauf von bedeutenden Exponaten zur Vervollständigung der Sammlungsbestände und der Ausbau der Museen. In den letzten 50 Jahren (bis 2012) konnten 46 bedeutende Werke angekauft werden, darunter Marc Chagalls Moses zertrümmert die Gesetzestafeln (1955/56), erworben 1960; Édouard Manets Spargelstilleben (1880), erworben 1968, oder Claude Monets Seerosen (1915–1917), erworben 1980.
Der Verein gibt mit dem Wallraf-Richartz-Jahrbuch eine eigene Kunstgeschichtliche Fachzeitschrift heraus.

## Sonderausstellungen
Sonderausstellungen seit 2017

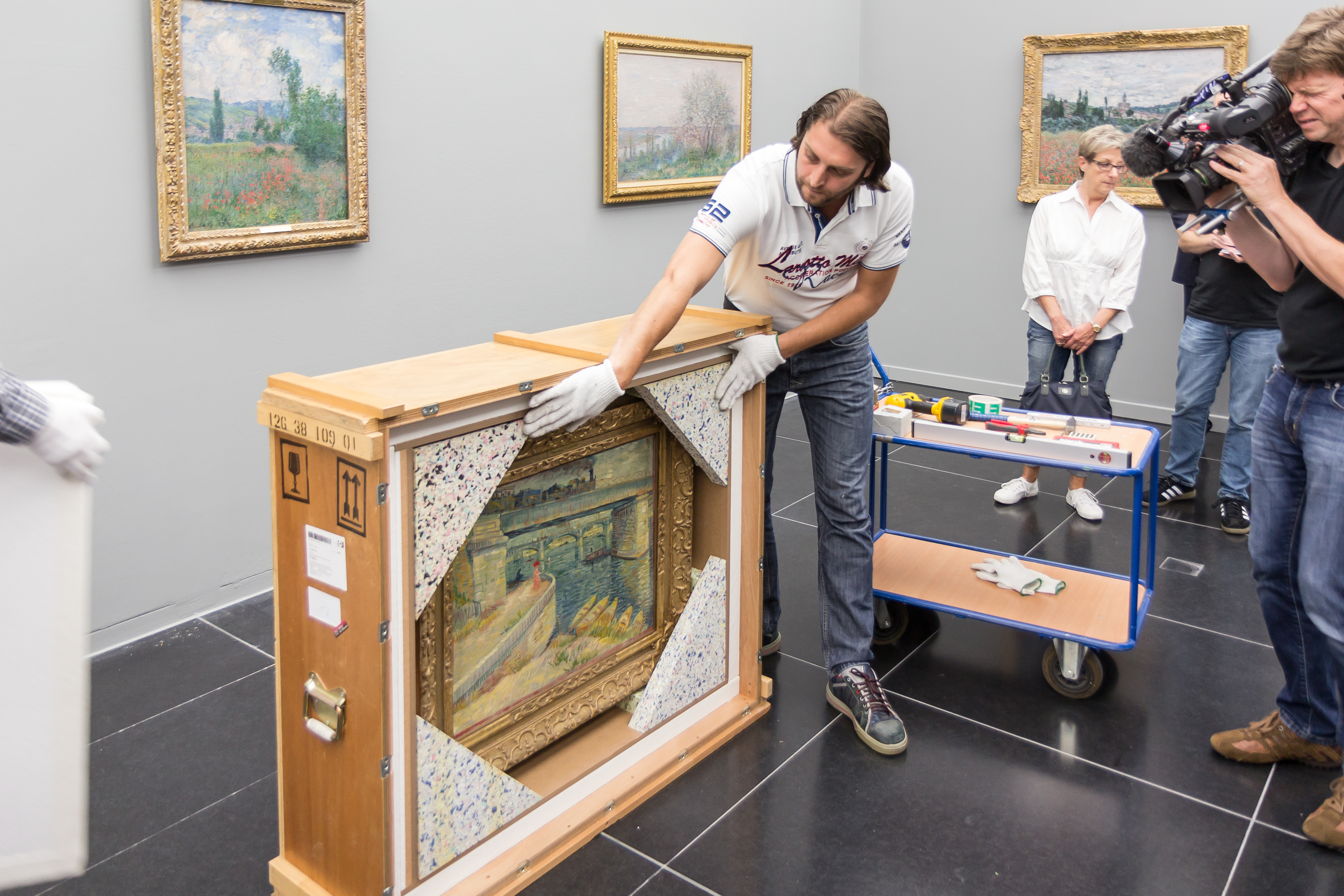
Im Jahr 2016: eine Ausstellung zu Vincent van Gogh wird vorbereitet. Dafür ausgeliehen wurde unter anderem dieses Gemälde, das normalerweise in Tokio hängt.

- 2025/26: B(l)ooming. Barocke Blütenpracht
- 2025: Mezzotinto. Die schwarze Kunst
- 2025: Schweizer Schätze. Meisterwerke des Impressionismus aus dem Museum Langmatt
- 2024/25: Museum der Museen. Eine Zeitreise durch die Kunst des Ausstellens und Sehens
- 2024: 1863 • Paris• 1874: Revolution in der Kunst
- 2024: Zeichnung im Labor. Papier trägt
- 2023/24: im Hauptsaal der Impressionismus-Sammlung: Sensation des Sehens – Die Sammlung Werner Nekes: Vol. 2 Impressionismus
- 2023: Susanna & du
- 2023/24: Sammlerträume. Sternstunden niederländischer Barockkunst
- 2023: Das ganze Drama. Shakespeares „First Folio“ (1623)
- 2022/23:  Susanna – Bilder einer Frau vom Mittelalter bis MeToo
- 2022/23: Bann und Befreiung. Über Lesen und Schreiben, kuratiert von Hanns Zischler
- 2022: Cellini – Goethe – Paffenholz. Ein Kunstbuch als Widerstand
- 2022: Sensation des Sehens. Die Sammlung Nekes: Vol. 1 Barock
- 2022: Unter die Haut. Der ergreifende Naturalismus des Spanischen Barock
- 2022/23: Die Karlsruher Passion. Ganz • schön • heftig
- 2022: Abenteuer Appiani. Die Entdeckung eines Zeichners, 18. März bis 6. Juni 2022.

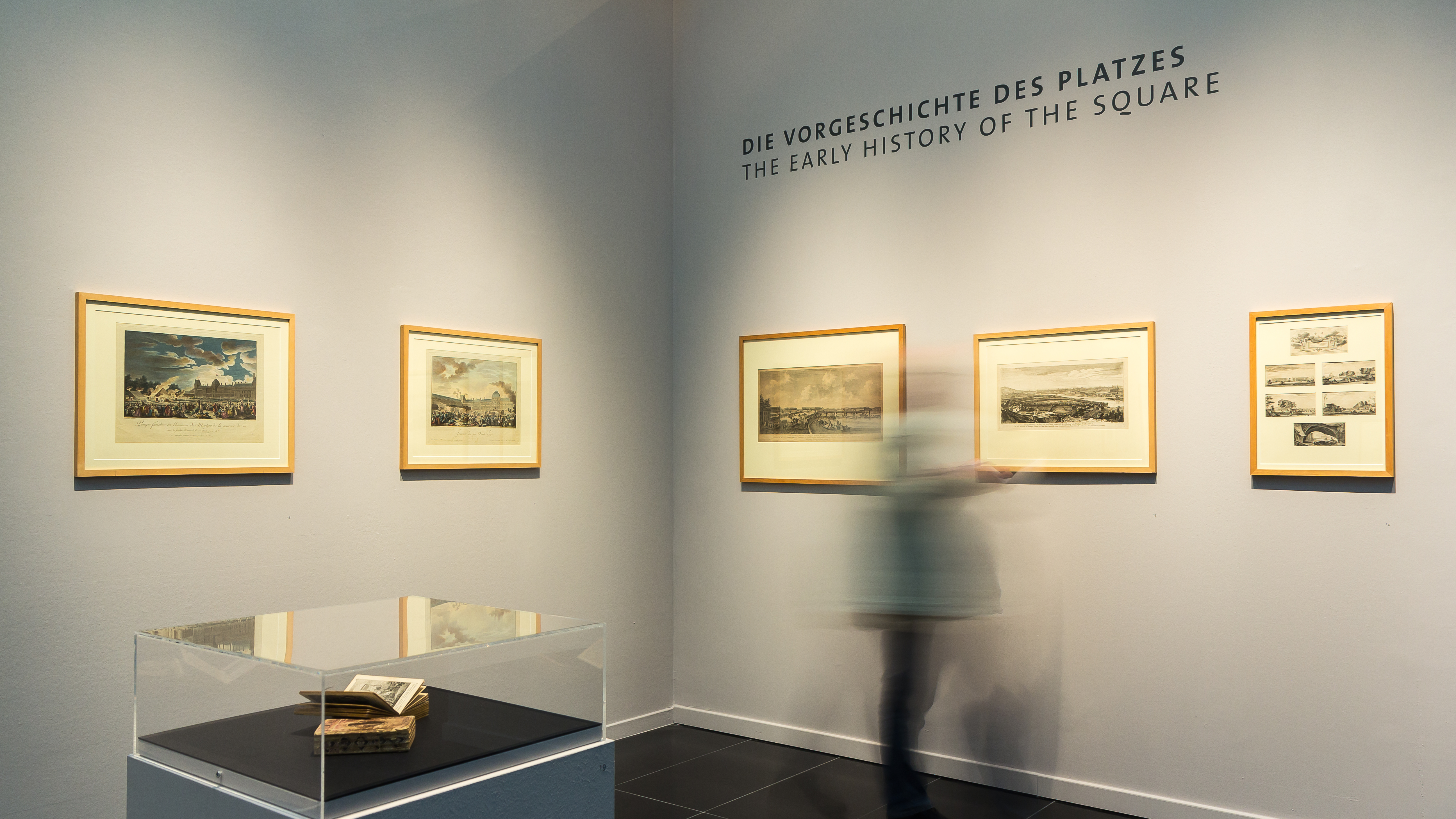
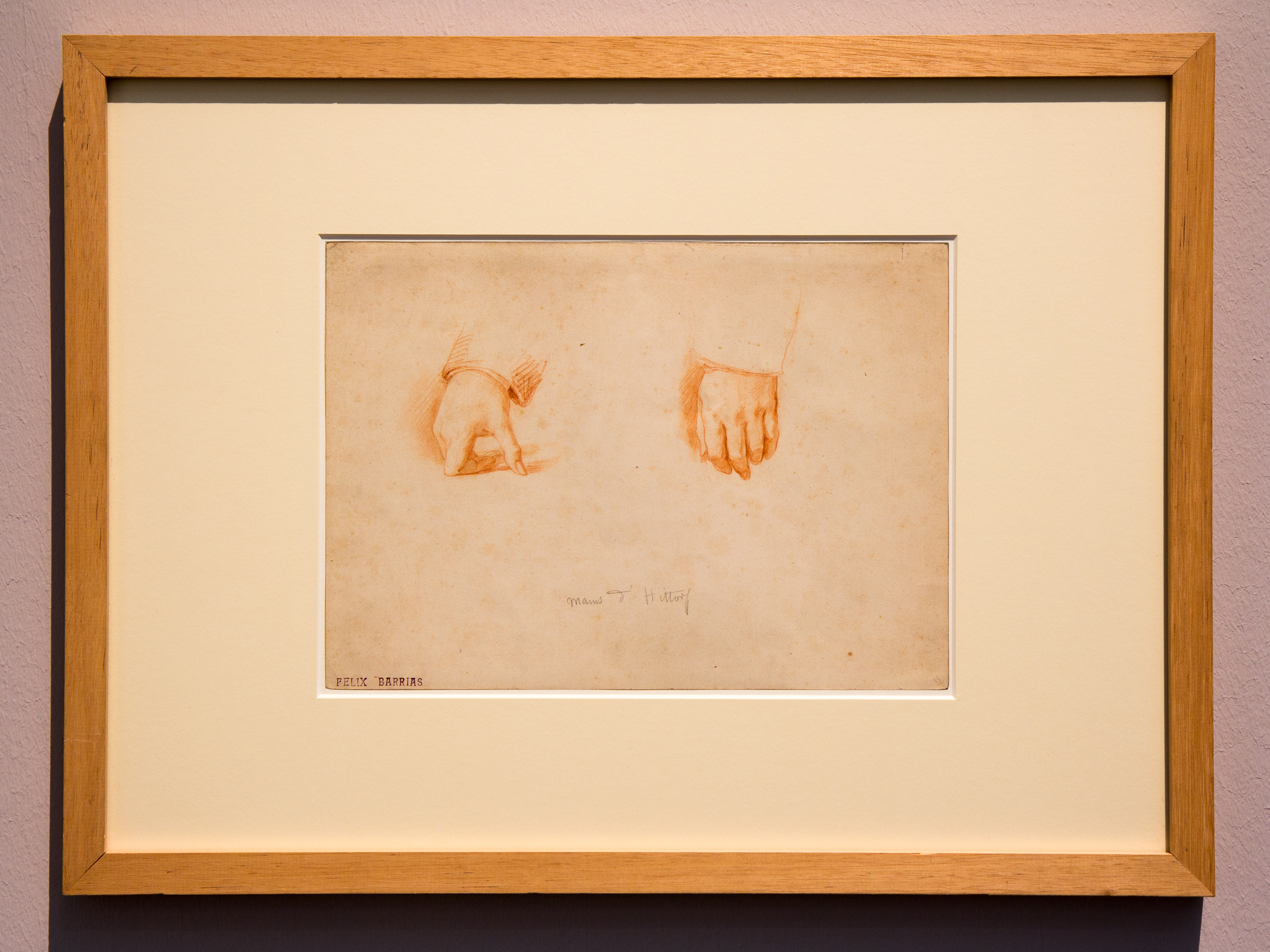
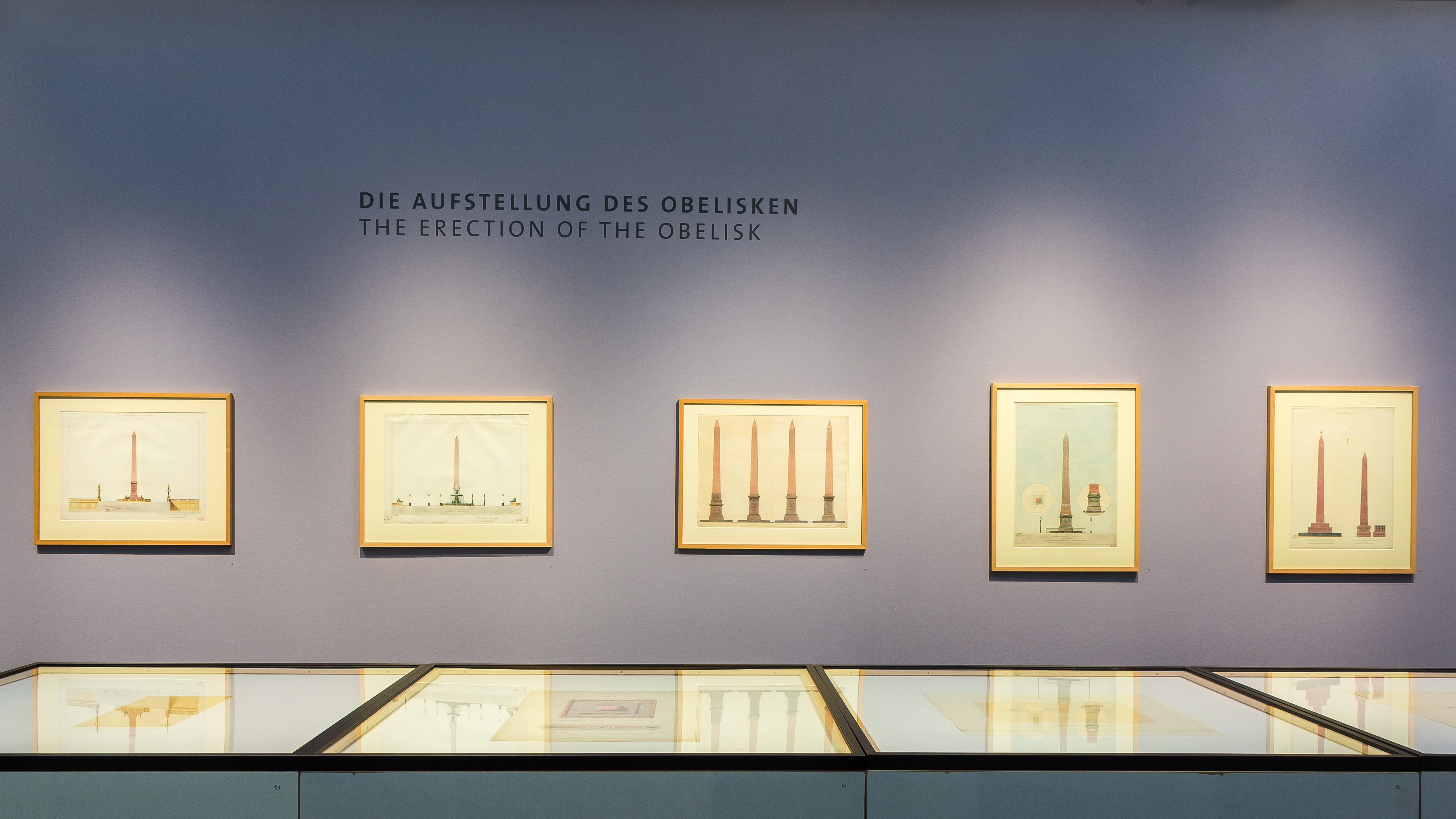
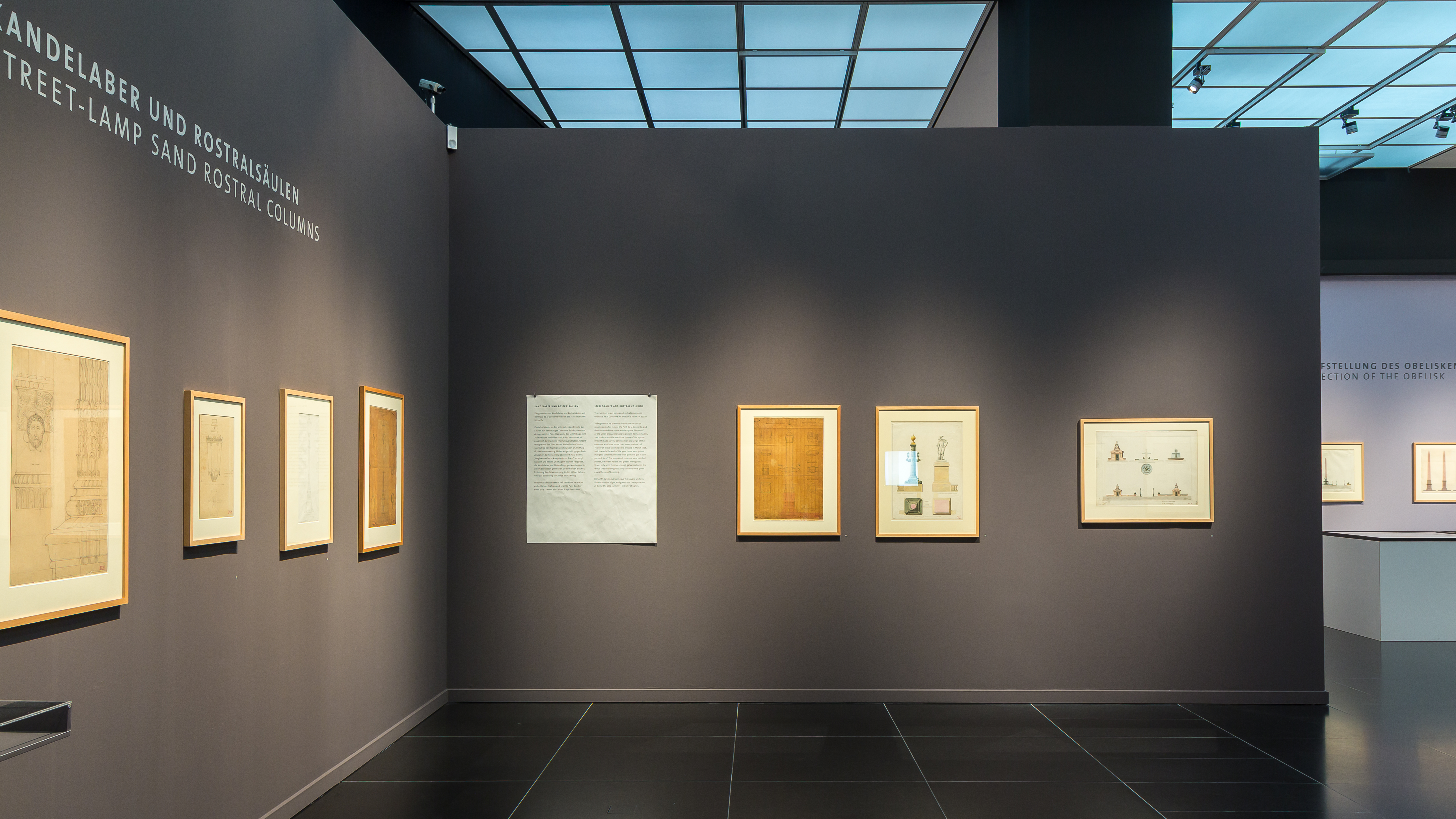

- 2021/22: im Graphischen Kabinett: Linie lernen. Die Kunst zu Zeichnen, 19. Oktober 2021 bis 13. Februar 2022.
- 2021/22: Entdeckt! Maltechniken von Martini bis Monet, 8. Oktober 2021 bis 13. Februar 2022.
- 2021: Unter die Haut. Der ergreifende Naturalismus des spanischen Barock, bis 24. April 2022.
- 2021: Eros, Macht und Ohnmacht. Trilogie III Judith, Omphale & Co. bis 30. Mai 2021.
- 2021: Bon voyage, Signac! Eine impressionistische Reise durch die eigene Sammlung, 16. April – 22. August 2021.
- Amor ist ewig – Liebeslektüre zur Rubenszeit, 14. Februar – 24. Mai 2020.
- Inside Rembrandt • 1606–1669, 1. November 2019 – 1. März 2020 (in Kooperation mit der Nationalgalerie Prag).
- Rembrandts graphische Welt. Experiment. Wettstreit. Virtuosität, 3. Oktober 2019 – 12. Januar 2020.
- Wir glauben Kunst. Meisterzeichnungen aus der Kölner Jesuiten-Sammlung, 24. Mai – 18. August 2019.
- Der Wolf zwischen Mythos und Märchen, 1. Februar – 28. April 2019.
- Es war einmal in Amerika. 300 Jahre US-amerikanische Kunst, 23. November 2018 – 24. März 2019.
- im Graphischen Kabinett: Schatten im Blick. 28. September 2018 – 13. Januar 2019.
- Rubens & Co. Zeichnende Meister aus Flandern, 15. Juni – 9. September 2018.
- Wallrafs Erbe. Ein Bürger rettet Köln, 23. März – 8. Juli 2018.
- Der Brief und die Zeichnung, 23. Februar bis 21. Mai 2018.
- Wundervoll. Honthorsts Anbetung der Hirten, 17. November 2017 bis 4. Februar 2018.
- Tintoretto – A star was born, 6. Oktober 2017 bis 28. Januar 2018.[25]
- Heiter bis wolkig. Naturschauspiele in der Niederländischen Malerei, 1. Juni 2017 bis 4. Februar 2018.
- Eine graphische  Revolution. Der italienische Farbholzschnitt des 16. Jahrhunderts, 22. September 2017 bis 14. Januar 2018.
- 1917 – In Erinnerung an Luise Straus-Ernst. Die Rekonstruktion ihrer Kriegsausstellung im Wallraf. Mit einer Reflexion von Louisa Clement, 23. Juni bis 10. September 2017.
- Paris erwacht! – Hittorffs Erfindung der Place de la Concorde, 7. April bis 9. Juli 2017.

| 2016 - im Graphischen Kabinett: Palmyra – Was bleibt? Louis-François Cassas und seine Reise in den Orient, 26. Februar 2016 bis 8. Mai 2016 - Ein vergessenes Meisterwerk. Das Antwerpener Altarbild der Kölner Kreuzbrüder, 18. März 2016 bis 12. Juni 2016 - Republik der Kinder, 20. April 2016 bis 1. Mai 2017 (im 2. Obergeschoss) - im Graphischen Kabinett: Das Gedächtnis, die Stadt und die Kunst II. – Für Marcel Broodthaers, 20. Mai 2016 bis 14. August 2016 - im Graphischen Kabinett: Zwischen Disegno und Design? Von der Zeichnung zum Entwurf. 2. September bis 20. November 2016 - Die Kunst der Pause. Transparenz und Wiederholung, 24. März 2017 bis 11. Juni 2017 - Von Dürer bis van Gogh. Sammlung Bührle trifft Wallraf, 23. September 2016 bis 12. Februar 2017 - im Graphischen Kabinett: Girolamo Troppa (1637–1710), 2. Dezember 2016 bis 12. März 2017 |
| 2015 - Seelenlandschaften, Werner Herzog & Hercules Segers 14. April bis 12. Juli 2015 - Mit den Impressionisten entlang der Seine. Eine Reise durch die eigene Sammlung, 19. Mai bis 27. September 2015 - Im Graphischen Kabinett: Amor & Psyche. Über das Begehren, 10. Juli bis 25. Oktober 2015 - Schalcken – Gemalte Verführung, 25. September 2015 bis 24. Januar 2016 - im Graphischen Kabinett: Provenienz Macht Geschichte. Ankäufe deutscher Zeichnungen des 19. Jahrhunderts im Nationalsozialismus, 6. November 2015 bis 31. Januar 2016 |
| 2014 - Die Kathedrale. Romantik – Impressionismus – Moderne, 26. September 2014 bis 18. Januar 2015 - Im blauen Salon: Miniaturporträts um 1800, 14. November 2014 bis 1. Februar 2015 - 13 × Sammlerglück. Stillleben und Landschafen des goldenen Zeitalters, 9. Oktober 2014 bis 29. März 2015 - Dürers Mysterien. Rätsel in seinem graphischen Werk, 12. Dezember 2014 bis 22. März 2015 - Giovanni Maria Morandi. Ein Barockkünstler in Rom, 2. April bis 28. Juni 2015 |

| 2013 - Die Erfindung der Landschaft um 1500. Einem Zeitgenossen von Hieronymus Bosch auf der Spur, 25. Januar bis 21. April 2013 - in der Barock-Sammlung: Der Diplomat von Venedig. Tintorettos Bildnis des Paolo Tiepolo, 3. Mai bis 15. September 2013 (Präsentation einer Neuerwerbung) - im Graphischen Kabinett: Tizian und Tintoretto in der Druckgraphik – Kunst, Kalkül, Kommerz, 3. Mai bis 28. Juli 2013 - Von Mensch zu Mensch. Wilhelm Leibl & August Sander, 17. Mai bis 11. August 2013 - im Graphischen Kabinett: Die Klecksographie – Zwischen Fingerübung und Seelenschau, 9. August bis 13. Oktober 2013 - Geheimnisse der Maler – Köln im Mittelalter, 20. September 2013 bis 9. Februar 2014 - Sarah Westphal: Timpano, 27. September 2013 bis 2. Februar 2014 - im Graphischen Kabinett: Piranesis Antike. Befund und Polemik, 25. Oktober 2013 bis 26. Januar 2014 - im Graphischen Kabinett: Schätze aus der Jesuiten-Sammlung, Teil I: Die Zeichnungen des Giulio Cesare Bedeschini, 14. Februar bis 4. Mai 2014 - im Saal 5 (3. OG): Liebermanns „Rasenbleiche“. Die verschwundene Wäscherin, 7. März bis 15. Juni 2014 - Rubens, Du & Ich: Freundschaftsbilder, 7. Mai 2014 bis 17. August 2014 - Der Abklatsch. Eine Kunst für sich, 29. August 2014 bis 23. November 2014 | 2012 - Die entfesselte Antike – Aby Warburg und die Geburt der Pathosformel, 2. März – 28. Mai 2012 - Artisten der Linie – Hendrick Goltzius und die Kunst der Graphik um 1600, 16. März – 10. Juni 2012 - Augenblicke und Fiktionen – Johann Anton de Peters im Paris der Aufklärung, 15. Juni – 2. September 2012 - 1912 – Mission Moderne. Die Jahrhundertschau des Sonderbundes, 31. August – 30. Dezember 2012 - „Zur Hölle mit der Linie“. Die Fotografik der New School of Wood Engraving, 14. September 2012 bis 6. Januar 2013 | 2011 - Wilhelm Leibl und die Farbe Schwarz, 25. November 2011 bis 12. Februar 2012 - Panoptikum – Die geheimen Schätze des Wallraf, 21. Oktober 2011 bis 22. Januar 2012 - Vasari 500 – Italienische Meisterzeichnungen von Leonardo, Raffael & Co, 19. August – 20. November 2011 - TAT ORT MUSEUM, 1. Juli – 25. September 2011 - Wie echt kann falsch sein? Die Spurensicherung im Fall Carl Rottmann, 13. Mai – 7. August 2011 - Aus der Graphischen Sammlung: Neuerwerbungen und Schenkungen, 11. Februar – 24. April 2011 - Alexandre Cabanel, 4. Februar 2011 bis 15. Mai 2011 | 2010 - Das Gedächtnis, die Stadt und die Kunst: Die Beschneidung, 5. November 2010 bis 30. Januar 2011 - Auf Leben und Tod: Der Mensch in Malerei und Fotografie – Die Sammlung Teutloff zu Gast im Wallraf, 17. September 2010 bis 9. Januar 2011 - »Der Un/Gewisse Blick« - Vom Licht gezeichnet. Camille Corot und das Experiment „Cliché-verre“, 20. August – 24. Oktober 2010 - Gay Games Cologne 2010 – Eine schwul-lesbische Reise durch 700 Jahre Kunstgeschichte, 31. Juli – 8. August 2010 - Max Liebermann, Lovis Corinth, Max Slevogt – Die Landschaften, 30. April – 1. August 2010 - Max Liebermann, Lovis Corinth, Max Slevogt – Arbeiten auf Papier, 30. April – 1. August 2010 - Hiob und ich. Eine Kooperation mit der Klinik für Psychiatrie und Psychotherapie des Kindes- und Jugendalters der Uniklinik Köln, 4. März – 30. Mai 2010 | 2009 - Mit Napoleon in Ägypten: Die Zeichnungen des Jean-Baptiste Lepère, 2. Oktober 2009 bis 31. Januar 2010 - Vincent van Gogh: Schuhe, Ein Bild zu Gast, 17. September 2009 bis 31. Januar 2010 - Albrecht Dürer: Die Apokalypse, 12. Juni 2009 bis 13. September 2009 - Der Mond, 26. März 2009 bis 16. August 2009 - Rheinromantik: Aquarelle von Caspar Scheuren, 3. März 2009 bis 17. Mai 2009 - Bilder aus dem Zyklus „Gesichter“ von Heiko Mehnert, Porträtfotos aus alten Meistern, 3. Dezember 2008 bis 1. März 2009 - Aus der Sammlung Boisserée: Lithographien von Johannes Nepomuk Strixner, 21. Oktober 2008 bis 8. Februar 2009 - Künstlerpaare – Liebe, Kunst und Leidenschaft, 31. Oktober 2008 bis 8. Februar 2009 |

## Filme
- Wallraf-Richartz-Museum Köln und Max Ernst Museum Brühl (= Museums-Check. Folge 54). Reportage, 30 Min., Moderation: Markus Brock, Produktion: 3sat. Erstausstrahlung: 13. Januar 2019.[26]